# XV legislatura de España
La xv legislatura de España (civ desde las Cortes de Cádiz) comenzó el 17 de agosto de 2023, tras la celebración de las elecciones generales de 2023 y la posterior constitución de las nuevas Cortes Generales. Le precedió la xiv legislatura y le sucederá la xvi legislatura. Las elecciones generales se celebraron el domingo 23 de julio de 2023.
Tras las elecciones, el Partido Popular obtuvo mayoría simple en el Congreso de los Diputados y mayoría absoluta en el Senado, mientras que el Partido Socialista quedó en segundo lugar en ambas Cámaras. El rey Felipe VI propuso en primer lugar al líder popular, Alberto Núñez Feijóo, cuya candidatura fue rechazada por la Cámara Baja. Posteriormente, el rey propuso al entonces presidente en funciones, Pedro Sánchez, que consiguió ser investido en primera votación el 16 de noviembre de 2023 por la mayoría absoluta del Congreso gracias al voto favorable del Partido Socialista Obrero Español, Sumar, Junts per Catalunya, Esquerra Republicana de Catalunya, EH Bildu, Partido Nacionalista Vasco, Bloque Nacionalista Galego y Coalición Canaria.

## Antecedentes
El 29 de mayo de 2023, el presidente del Gobierno, Pedro Sánchez, comunicó al rey Felipe VI su voluntad de disolver las Cortes de la xiv legislatura y celebrar elecciones anticipadas el 23 de julio. Este anuncio lo realizó al día siguiente de las elecciones municipales y autonómicas, que dieron una incontestable victoria al Partido Popular y tuvo como consecuencia la pérdida por parte del Partido Socialista Obrero Español de la mayoría de los gobiernos autonómicos así como de las principales ciudades españolas.

## Inicio de la legislatura

### Escenario postelectoral
En el Congreso de los Diputados, el gobierno de coalición de la xiv legislatura retrocedió ligeramente hasta los 152 escaños, con el PSOE subiendo un diputado hasta los 121 escaños mientras que Sumar consiguió 31 escaños, perdiendo 7 con respecto a la suma de la coalición Unidas Podemos y Más País - Compromís en noviembre de 2019. Por su parte, el Partido Popular fue el más votado de las elecciones con 137 diputados pero, tras el importante descenso de Vox (33) que perdió 19 escaños, no consiguieron alcanzar la mayoría absoluta necesaria para gobernar. El tradicional bipartidismo salió reforzado, consiguiendo más del 64 % de los sufragios y 258 escaños, 48 más que en 2019.
Este resultado, visto como un enfrentamiento entre bloques, supuso que únicamente el presidente del Gobierno y secretario general de los socialistas, Pedro Sánchez, podría alcanzar una mayoría necesaria para gobernar si reeditara sus pactos de la legislatura pasada.
En el ámbito regional, el gran ganador fue EH Bildu, que consiguió 6 escaños (5 en País Vasco y 1 en Navarra), superando los cinco del PNV, mientras que en Cataluña, con un aumento de la abstención, hubo una notable victoria del PSC (19 diputados), mientras los partidos independentistas perdieron diputados, ERC prácticamente la mitad de sus escaños (de 13 a 7), Junts per Catalunya perdió uno (de 8 a 7) y la CUP se quedó sin representación. En Galicia y Canarias, el BNG y Coalición Canaria, respectivamente, mantuvieron su diputado nacional, y en Navarra, UPN, que se presentó en solitario por primera vez, consiguió un escaño.
En lo que respectaba al Senado, se repitió la tradicional mayoría cualificada del Partido Popular y del Partido Socialista. En esta ocasión, el Partido Popular consiguió la primera plaza con 120 senadores electos que, junto con los 23 senadores por designación autonómica, permitiría a este partido controlar la Cámara Alta. Los socialistas quedaron segundos, con 72 senadores electos, a los que habría que añadir otros 19 designados por los parlamentos regionales, mientras que el resto de la cámara se repartió entre diferentes formaciones regionales.

### Constitución de las Cortes Generales y órganos de dirección
El Congreso de los Diputados y el Senado quedaron constituidos a las diez de la mañana del jueves 17 de agosto de 2023. Ese mismo día también se designó a los miembros de las Mesas de ambas Cámaras.

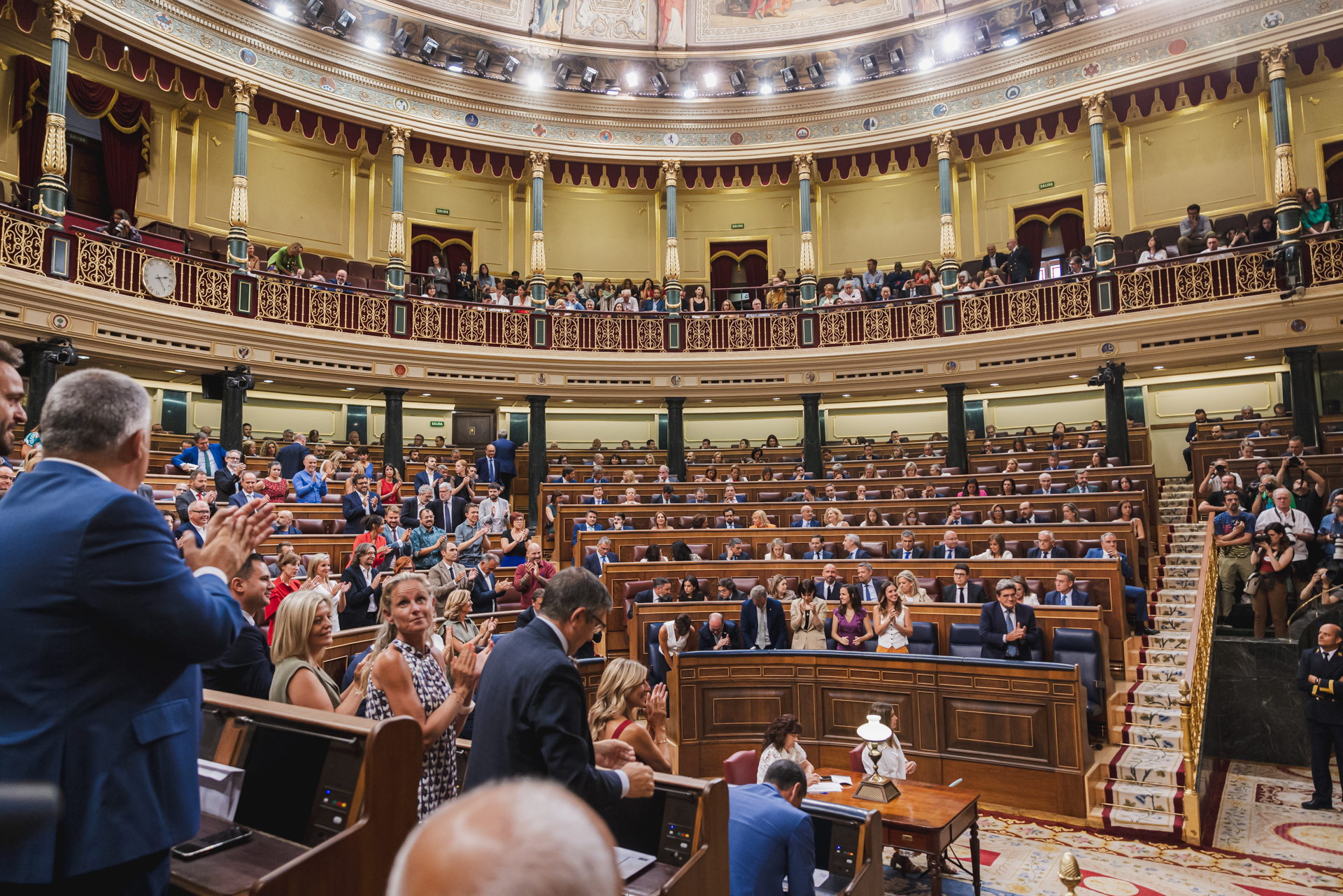
El momento en que Francina Armengol obtiene la mayoría absoluta de la cámara y es proclamada presidenta del Congreso de los Diputados.

En lo que respecta al Congreso, hubo discrepancias entre los grupos de la cámara acerca del reparto de asientos en la Mesa. Para la Presidencia del Congreso, el Partido Popular propuso a Cuca Gamarra, mientras que PSOE y Vox propusieron a Francina Armengol e Ignacio Gil respectivamente. En la primera votación, donde se requería mayoría absoluta, resultó elegida Francina Armengol con 178 votos a favor (PSOE, Sumar, ERC, Junts, EH Bildu, EAJ-PNV y BNG), dos más de los necesarios. Por su parte, Cuca Gamarra recibió 139 votos (PP, UPN y CC) e Ignacio Gil recibió 33 votos (Vox). El resto de puestos de la Mesa se completaron con dos vicepresidencias y dos secretarías para el PP, una vicepresidencia y una secretaría para el PSOE y una vicepresidencia y una secretaría para Sumar.
Por otra parte, en el Senado, también hubo discrepancias respecto al reparto de asientos de la Mesa. Para la Presidencia del Senado el PP propuso a Pedro Rollán y Vox propuso a Ángel Pelayo, obteniendo el primero de estos 142 votos a favor mientras que el candidato de Vox obtuvo 3 votos favorables y registrándose 114 votos en blanco. El resto de puestos de la Mesa se saldaron con una vicepresidencia y dos secretarías para el PP y PSOE cada uno.

#### Miembros de las Mesas del Congreso y el Senado
| Titular                | Titular                         | Lista |
| ---------------------- | ------------------------------- | ----- |
| Presidenta             | Francina Armengol               | PSOE  |
| Vicepresidente primero | Alfonso Rodríguez               | PSOE  |
| Vicepresidente segundo | José Antonio Bermúdez de Castro | PP    |
| Vicepresidenta tercera | Esther Gil de Reboleño          | Sumar |
| Vicepresidenta cuarta  | Marta González                  | PP    |
| Secretario primero     | Gerardo Pisarello               | Sumar |
| Secretaria segunda     | Isaura Leal                     | PSOE  |
| Secretario tercero     | Guillermo Mariscal              | PP    |
| Secretaria cuarta      | Carmen Navarro                  | PP    |

| Cargo                  | Titular                   | Lista |
| ---------------------- | ------------------------- | ----- |
| Presidente             | Pedro Rollán              | PP    |
| Vicepresidente primero | Javier Maroto             | PP    |
| Vicepresidente segundo | Guillermo Fernández       | PSOE  |
| Secretaria primera     | Eva Ortiz                 | PP    |
| Secretaria segunda     | María del Mar Blanco      | PP    |
| Secretaria tercera     | María de los Ángeles Luna | PSOE  |
| Secretario cuarto      | Francisco Manuel Fajardo  | PSOE  |

### Formación de los grupos parlamentarios

#### Congreso de los Diputados
De acuerdo con el reglamento, los grupos parlamentarios tienen cinco días hábiles para constituirse en número no inferior a 15 o en caso de no reunir dicho mínimo podrán formarlo los diputados de una o varias formaciones políticas que hubieran obtenido un número de escaños no inferior a 5 y, al menos, el 15 % de los votos correspondientes a las circunscripciones en las que hayan presentado candidatura o el 5 % de votos en el conjunto del Estado.
Durante el proceso de conformación de los grupos parlamentarios se conoció que diputados tanto del PSOE como de Sumar de las circunscripciones de Cataluña se inscribirían como diputados del grupo parlamentario de Junts per Catalunya y de ERC respectivamente para facilitar la formación de estos dos últimos grupos políticos al no cumplir estos con todas las exigencias de la normativa. Siendo esto algo habitual en pasadas legislaturas y volviendo estos diputados a su grupo político por el que resultaron elegidos tras la aprobación de grupos políticos por parte de la Mesa del Congreso.
| Grupo Parlamentario | Grupo Parlamentario    | Componentes                                            | Portavoz                                                                              | Líder                                                                                 | Escaños |
| ------------------- | ---------------------- | ------------------------------------------------------ | ------------------------------------------------------------------------------------- | ------------------------------------------------------------------------------------- | ------- |
|                     | Popular en el Congreso | PP                                                     | Ester Muñoz (07/25 - ) Miguel Tellado (11/23 - 07/25) Cuca Gamarra (08/23 - 11/23)    | Alberto Núñez Feijóo                                                                  | 137     |
|                     | Socialista             | PSOE: 101 PSC: 19                                      | Patxi López                                                                           | Pedro Sánchez                                                                         | 120     |
|                     | Vox                    | Vox                                                    | Pepa Millán                                                                           | Santiago Abascal                                                                      | 33      |
|                     | Plurinacional Sumar    | MS: 10 CeC: 6 IU: 5 MM: 2 IdPV: 1 MxM: 1 Cha: 1        | Verónica Martínez (11/24 - ) Íñigo Errejón (01/24 - 10/24) Marta Lois (08/23 - 01/24) | Yolanda Díaz                                                                          | 26      |
|                     | Republicano            | ERC: 7                                                 | Gabriel Rufián                                                                        | Gabriel Rufián                                                                        | 7       |
|                     | Junts per Catalunya    | Junts: 7                                               | Míriam Nogueras                                                                       | Míriam Nogueras                                                                       | 7       |
|                     | Euskal Herria Bildu    | EH Bildu: 4 Sortu: 1 Alternatiba: 1                    | Mertxe Aizpurua                                                                       | Mertxe Aizpurua                                                                       | 6       |
|                     | Vasco (EAJ-PNV)        | EAJ-PNV                                                | Maribel Vaquero (04/25 - ) Aitor Esteban (08/23 - 03-25)                              | Maribel Vaquero (04/25 - ) Aitor Esteban (08/23 - 03-25)                              | 5       |
|                     | Mixto                  | Podemos: 4 BNG: 1 CC: 1 Més-C: 1 UPN: 1 No adscrito: 1 | Néstor Rego (12/23 - ,08/23 - 09/23) Alberto Catalán (11/23) Cristina Valido (10/23)  | Ione Belarra Néstor Rego Cristina Valido Águeda Micó Alberto Catalán José Luis Ábalos | 9       |

#### Senado
De acuerdo con el reglamento, los grupos parlamentarios tienen cinco días hábiles para constituirse en número no inferior a 10 senadores. Además, cuando los componentes de un grupo parlamentario, normalmente constituido, se reduzcan durante el transcurso de la legislatura a un número inferior a 6, el grupo quedará disuelto al final del período de sesiones en que se produzca esta circunstancia.
| Grupo parlamentario | Grupo parlamentario             | Componentes                                 | Componentes                         | Componentes                        | Portavoz                     | Senadores |
| Grupo parlamentario | Grupo parlamentario             | Total                                       | Electos                             | Designados                         | Portavoz                     | Senadores |
| ------------------- | ------------------------------- | ------------------------------------------- | ----------------------------------- | ---------------------------------- | ---------------------------- | --------- |
|                     | Popular en el Senado            | PP: 144                                     | PP: 120                             | PP: 24                             | Alicia García Rodríguez      | 144       |
|                     | Socialista                      | PSOE: 66 PSC: 15 PSE-EE: 5 PSdeG: 3         | PSOE: 51 PSC: 12 PSE-EE: 4 PSdeG: 3 | PSOE: 15 PSC: 3 PSE-EE: 1          | Juan Espadas                 | 89        |
|                     | Izquierdas por la Independencia | ERC: 6 EH Bildu: 5                          | ERC: 3 EH Bildu: 4                  | ERC: 3 EH Bildu: 1                 | Sara Bailac                  | 11        |
|                     | Izquierda Confederal            | PSOE: 1 EiF: 1 CCPV: 1 MM: 1 ASG: 1 GBai: 1 | PSOE: 1 EiF: 1 ASG: 1               | CCPV: 1 Más Madrid: 1 Geroa Bai: 1 | Carla Delgado                | 6         |
|                     | Plural en el Senado             | Junts: 3 CC: 1 AHI: 1 BNG: 1                | Junts: 1 AHI: 1                     | Junts: 2 CC: 1 BNG: 1              | Josep Lluís Cleries          | 6         |
|                     | Vasco en el Senado              | EAJ-PNV: 5 PSOE: 1                          | EAJ-PNV: 4 PSOE: 1                  | EAJ-PNV: 1                         | Estefanía Beltrán de Heredia | 6         |
|                     | Mixto                           | Vox: 3 UPN: 1                               | UPN: 1                              | Vox: 3                             | Paloma Gómez                 | 4         |

### Investidura del presidente del Gobierno

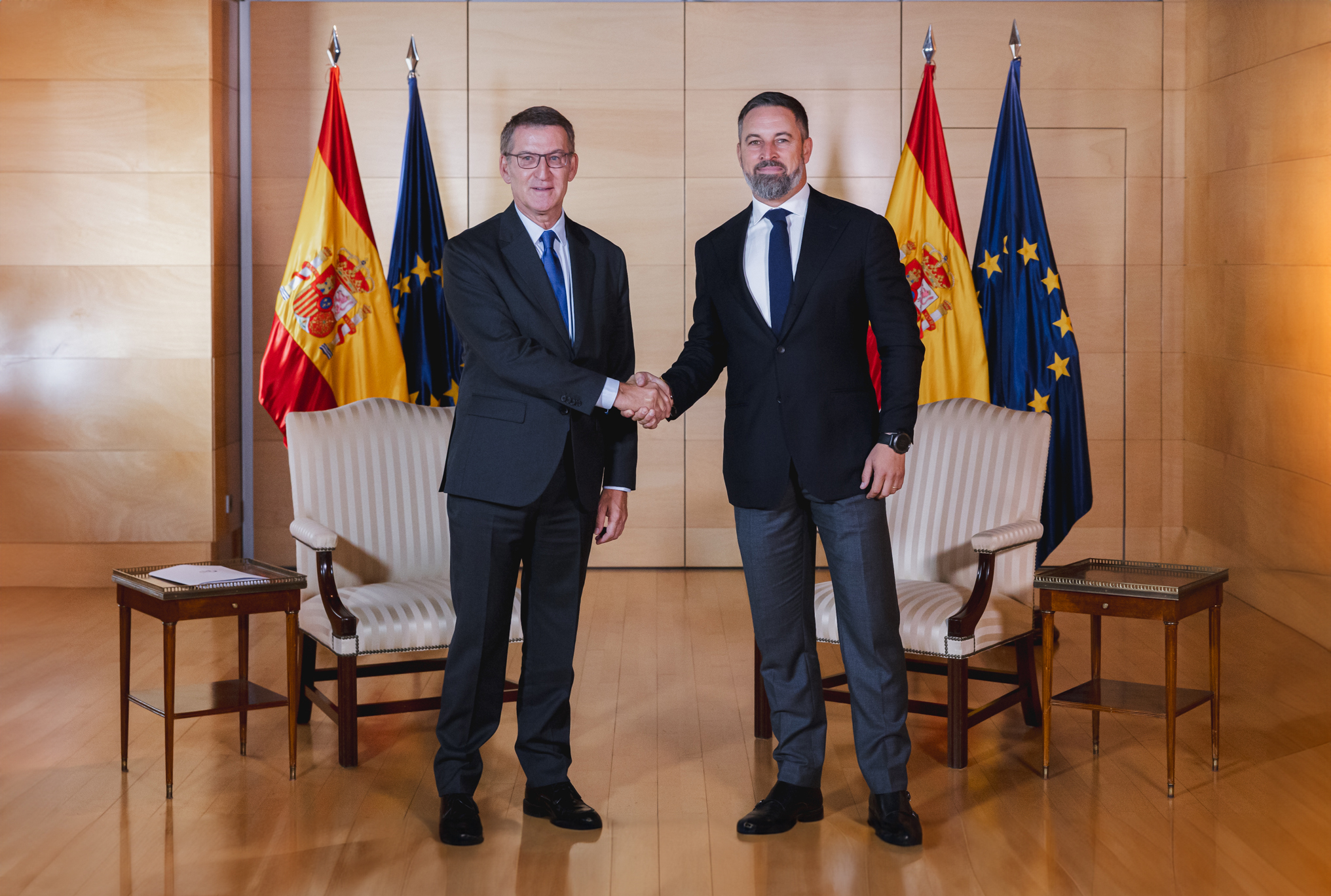
Feijóo se reúne con Santiago Abascal para buscar su apoyo para su votación de investidura el día 5 de septiembre de 2023

#### Investidura de Alberto Núñez Feijóo
Tras realizar la tradicional ronda de consultas con los partidos políticos los días 21 y 22 de agosto de 2023, el rey Felipe VI propuso a Alberto Núñez Feijóo, presidente del Partido Popular y candidato del partido mayoritario en ambas cámaras, como candidato a la presidencia del Gobierno. La primera sesión de investidura del presidente del Gobierno se celebró los días 26 y 27 de septiembre de 2023, obteniendo como resultado 178 votos en contra frente a 172 votos a favor, por lo que el candidato no alcanzó la mayoría absoluta necesaria en primera votación. Una segunda votación se llevó a cabo el 29 de septiembre de 2023. Feijóo obtuvo un total de 172 votos a favor y 177 en contra, no obteniendo la mayoría simple necesaria, y fracasando así su intento de investidura.La mesa contó como «nulo» el voto de Eduard Pujol, que votó «sí» e, inmediatamente, se corrigió al «no».
| Candidato            | Fecha                                                          | Voto |     |     |    |    |   |   |   |   |   |   |   | Total   |
| -------------------- | -------------------------------------------------------------- | ---- | --- | --- | -- | -- | - | - | - | - | - | - | - | ------- |
| Alberto Núñez Feijóo | 27 de septiembre de 2023 Mayoría requerida: absoluta (176/350) | Sí   | 137 |     | 33 |    |   |   |   |   |   | 1 | 1 | 172/350 |
| Alberto Núñez Feijóo | 27 de septiembre de 2023 Mayoría requerida: absoluta (176/350) | No   |     | 121 |    | 31 | 7 | 7 | 6 | 5 | 1 |   |   | 178/350 |
| Alberto Núñez Feijóo | 27 de septiembre de 2023 Mayoría requerida: absoluta (176/350) | Abs. |     |     |    |    |   |   |   |   |   |   |   | 0/350   |
| Alberto Núñez Feijóo |                                                                |      |     |     |    |    |   |   |   |   |   |   |   |         |
| Alberto Núñez Feijóo | 29 de septiembre de 2023 Mayoría requerida: simple             | Sí   | 137 |     | 33 |    |   |   |   |   |   | 1 | 1 | 172/350 |
| Alberto Núñez Feijóo | 29 de septiembre de 2023 Mayoría requerida: simple             | No   |     | 121 |    | 31 | 7 | 6 | 6 | 5 | 1 |   |   | 177/350 |
| Alberto Núñez Feijóo | 29 de septiembre de 2023 Mayoría requerida: simple             | Abs. |     |     |    |    |   |   |   |   |   |   |   | 0/350   |
| Alberto Núñez Feijóo | 29 de septiembre de 2023 Mayoría requerida: simple             | Nulo |     |     |    |    |   | 1 |   |   |   |   |   | 1/350   |
| Referencias:         |                                                                |      |     |     |    |    |   |   |   |   |   |   |   |         |

Como el candidato no obtuvo el respaldo de la cámara, se inició un plazo de dos meses, hasta el 27 de noviembre de 2023, en el que sucesivos candidatos podrían intentar conseguir el voto favorable del Congreso de los Diputados. Finalmente, si ninguno lo lograse, se repetirían las elecciones generales, que se celebrarían el domingo 14 de enero de 2024.

#### Investidura de Pedro Sánchez

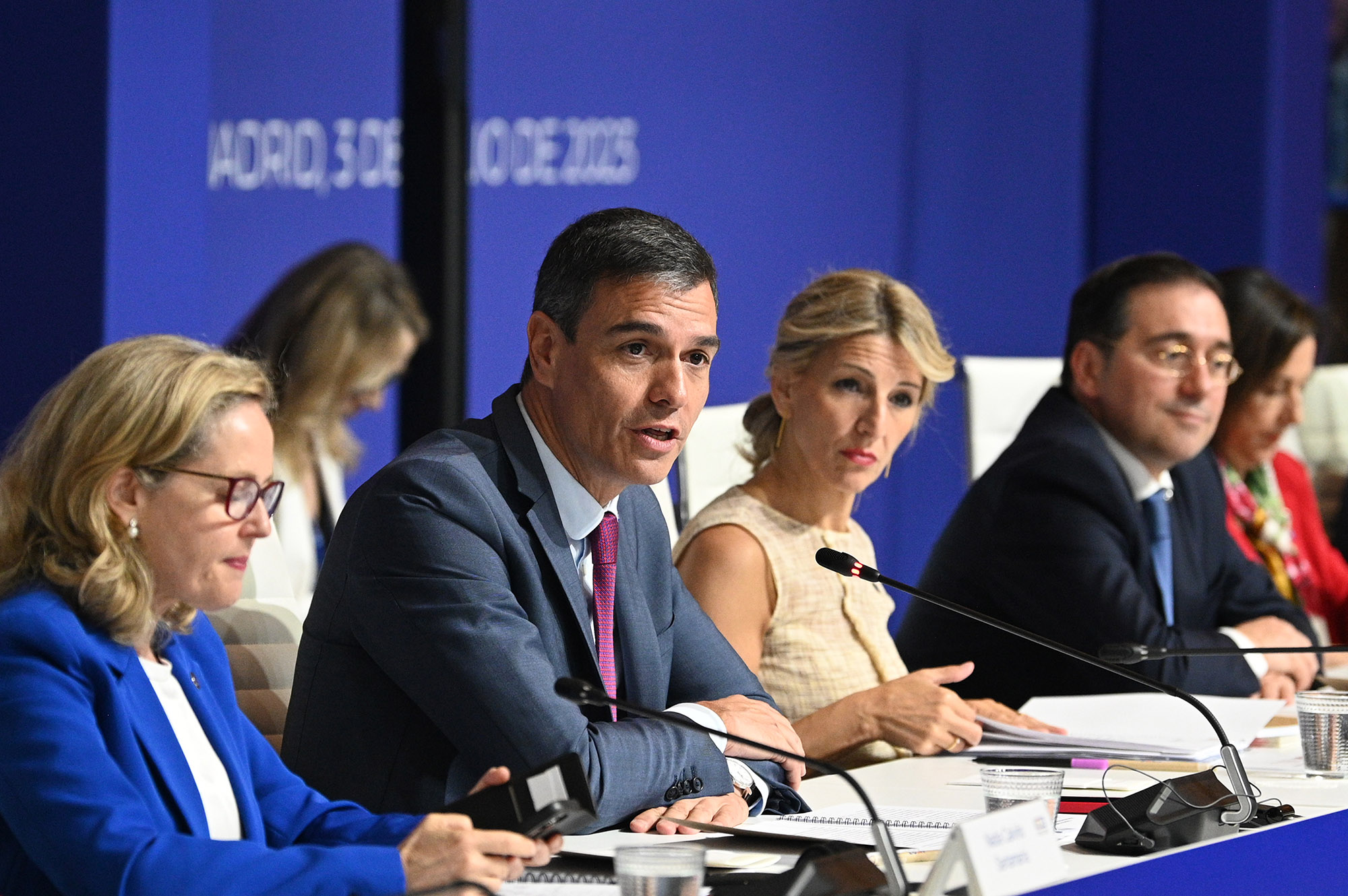
La líder de Sumar y vicepresidente segunda, Yolanda Díaz junto al presidente del gobierno y secretario general del PSOE, Pedro Sánchez.

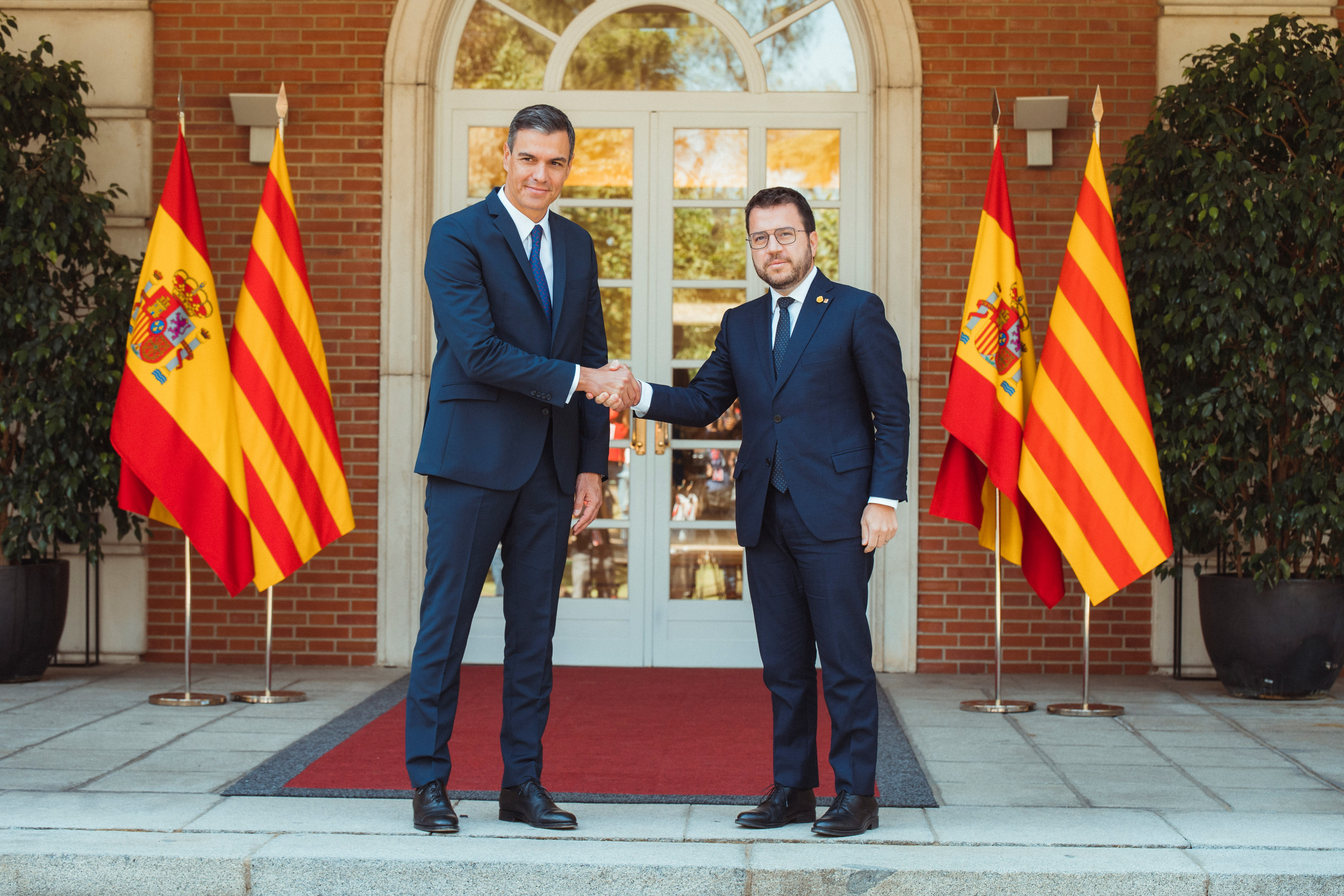
Pedro Sánchez junto al Presidente de la Generalidad de Cataluña, Pere Aragonès.

Tras la investidura fallida de Feijóo, el rey Felipe VI realizó una segunda ronda de consultas con los partidos políticos representados en las Cortes los días 2 y 3 de octubre de 2023, de la que salió propuesto Pedro Sánchez, como candidato a la presidencia del Gobierno. Las negociaciones formales de Pedro Sánchez comenzaron para lograr ser investido presidente del Gobierno, Sánchez designó un equipo negociador con los diferentes partidos políticos. El primer apoyo llegó por parte de Sumar tras firmase el acuerdo de gobierno «progresista» el 24 de octubre de 2023. El segundo apoyo confirmado fue el de EH Bildu el día 31 de octubre de 2023 para que «se construya un bloque que permita la investidura» y «una segunda legislatura larga centrada en el debate de la plurinacionalidad». El mismo día de que EH Bildu confirmaba su apoyo, ERC y el PSOE cerraban el acuerdo para la ley de la amnistía. Al día siguiente al acuerdo de la ley de la amnistía con ERC se anunciaba el compromiso de los socialistas de traspasar Rodalies a la Generalidad y la condonación de un 20% de deuda catalana al Fondo de Liquidez Autonómica. Este acuerdo fue avalado por las bases de ERC con más de un 89% de los votos. Una semana después el PSOE llegaba a un acuerdo para la investidura con Junts per Catalunya a cambio de la ley de la amnistía para todos aquellos implicados en el llamado procés, incluido el expresidente Carles Puigdemont. Al día siguiente de alcanzar un acuerdo con JxCat se hizo público que el Partido Nacionalista Vasco y el PSOE llegaban a un acuerdo para que el PNV apoyara la investidura de Sánchez a cambio del traspaso de la gestión económica de la Seguridad Social al Gobierno vasco y se comprometen a acometer todos los traspasos de competencias pendientes del Estatuto de Guernica. Ese mismo día, la diputada de Coalición Canaria, Cristina Valido García anunciaba que su formación apoyaría la investidura a cambio de la «Agenda Canaria». Con los apoyos de estos grupos Pedro Sánchez ya contaba con 179 votos afirmativos para su investidura. Luego del anuncio de que PSOE y Junts habían llegado a un acuerdo para la futura ley de amnistía, se iniciaron una serie de protestas ciudadanas frente a las diferentes sedes del PSOE, en particular la principal en la Calle Ferraz de Madrid.El 13 de noviembre de 2023 la presidenta del congreso de los diputados, Francina Armengol anuncio la fecha de la investidura de Pedro Sánchez la fecha escogida fue el 15 y 16 del mismo mes. 

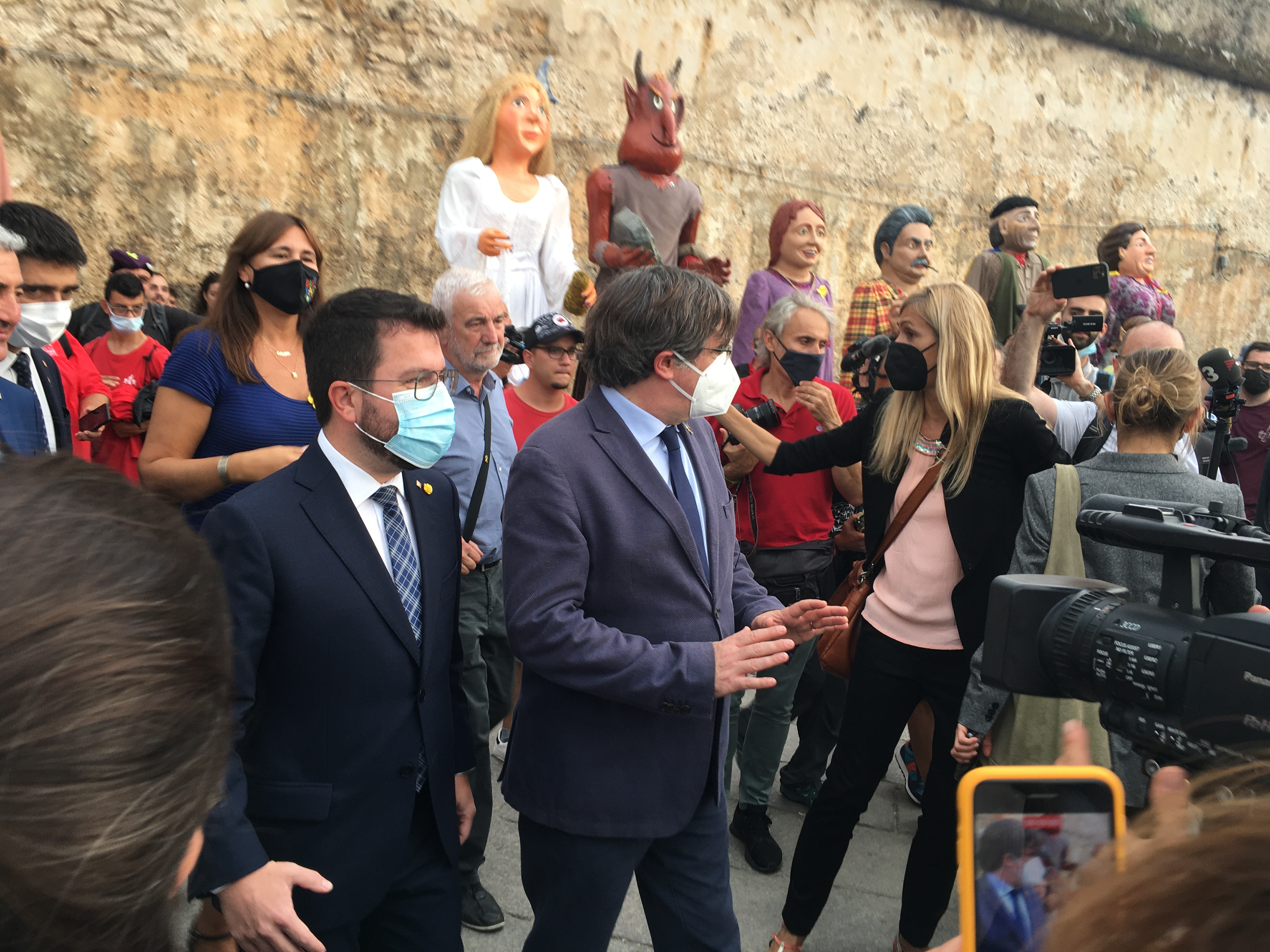
El expresidente de la Generalidad de Cataluña y actual líder de JuntsxCat, Carles Puigdemont junto al actual Presidente de la Generalidad de Cataluña y Coordinador nacional de ERC, Pere Aragonès

A continuación se pueden ver los resultados de las diferentes consultas a la militancia hechas por las diferentes formaciones políticas durante las negociaciones:
| ¿Apoyas el acuerdo para formar un gobierno con Sumar y lograr el apoyo de otras formaciones políticas para alcanzar la mayoría necesaria? PSOE | ¿Apoyas el acuerdo para formar un gobierno con Sumar y lograr el apoyo de otras formaciones políticas para alcanzar la mayoría necesaria? PSOE | ¿Apoyas el acuerdo para formar un gobierno con Sumar y lograr el apoyo de otras formaciones políticas para alcanzar la mayoría necesaria? PSOE |
| --- | --- | --- |
| Fecha | 30 de octubre - 4 de noviembre de 2023 | 30 de octubre - 4 de noviembre de 2023 |
| Respuesta | Votos | % |
| Sí | — | 87,13% |
| No | — | 11,93% |
| Blanco | — | 0,94% |
| | | |
| Votos válidos | — | — |
| Votos nulos | — | — |
| Votos totales | — | 100,00% |
| Participación | Participación | 63,40% |

| Sobre la base del acuerdo de gobierno acordado entre SUMAR y PSOE ¿Estás de acuerdo con que IU participe en un gobierno de coalición entre Sumar y PSOE? IU | Sobre la base del acuerdo de gobierno acordado entre SUMAR y PSOE ¿Estás de acuerdo con que IU participe en un gobierno de coalición entre Sumar y PSOE? IU | Sobre la base del acuerdo de gobierno acordado entre SUMAR y PSOE ¿Estás de acuerdo con que IU participe en un gobierno de coalición entre Sumar y PSOE? IU |
| --- | --- | --- |
| Fecha | 3 - 5 de noviembre de 2023 | 3 - 5 de noviembre de 2023 |
| Respuesta | Votos | % |
| Sí | 4.565 | 85% |
| No | 684 | 12,8% |
| Blanco | 111 | 2,1% |
| | | |
| Votos válidos | — | — |
| Votos nulos | — | — |
| Votos totales | — | 100,00% |
| Participación | Participación | 32% |

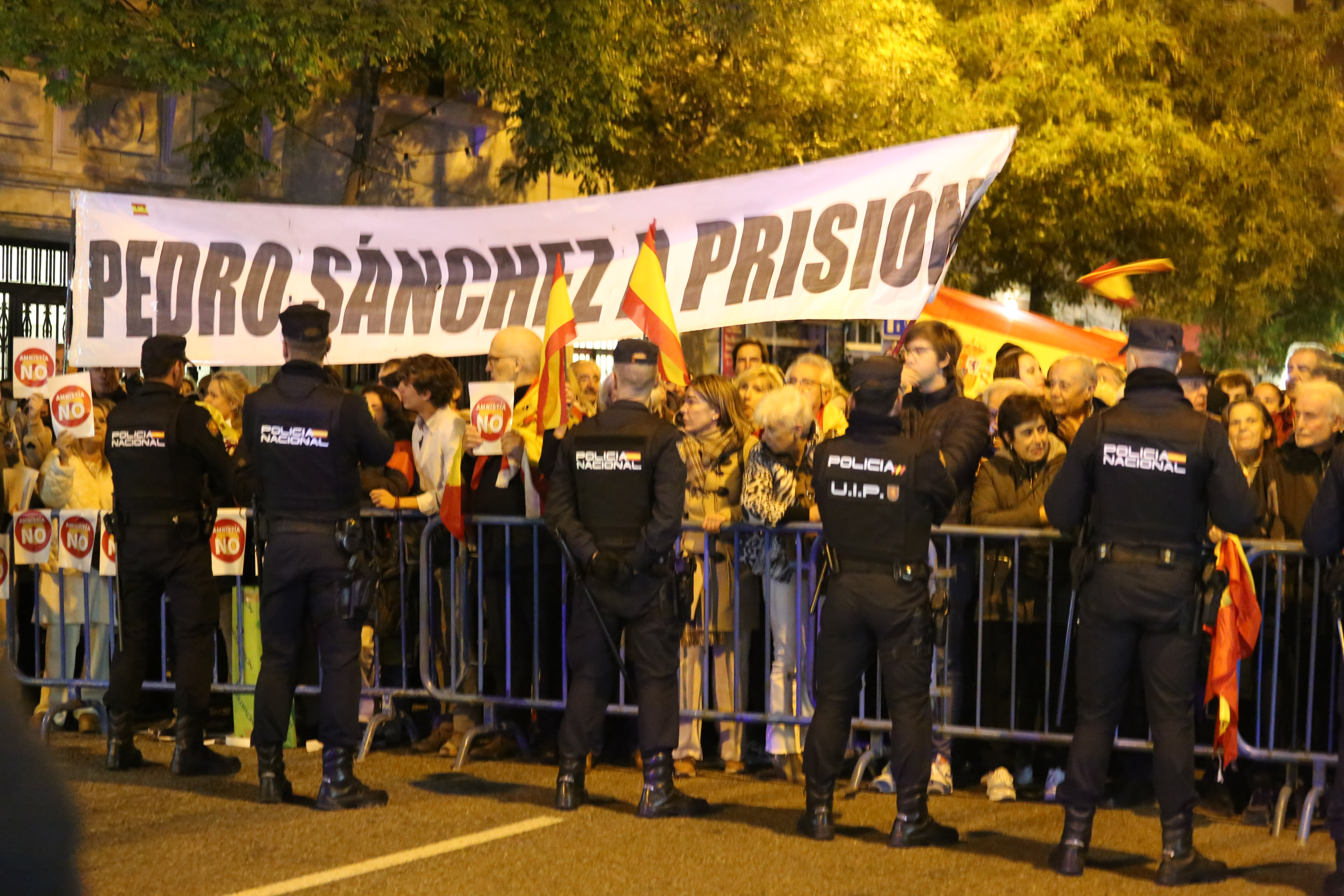
Concentración en Madrid el 6 de noviembre en la Calle Ferraz.

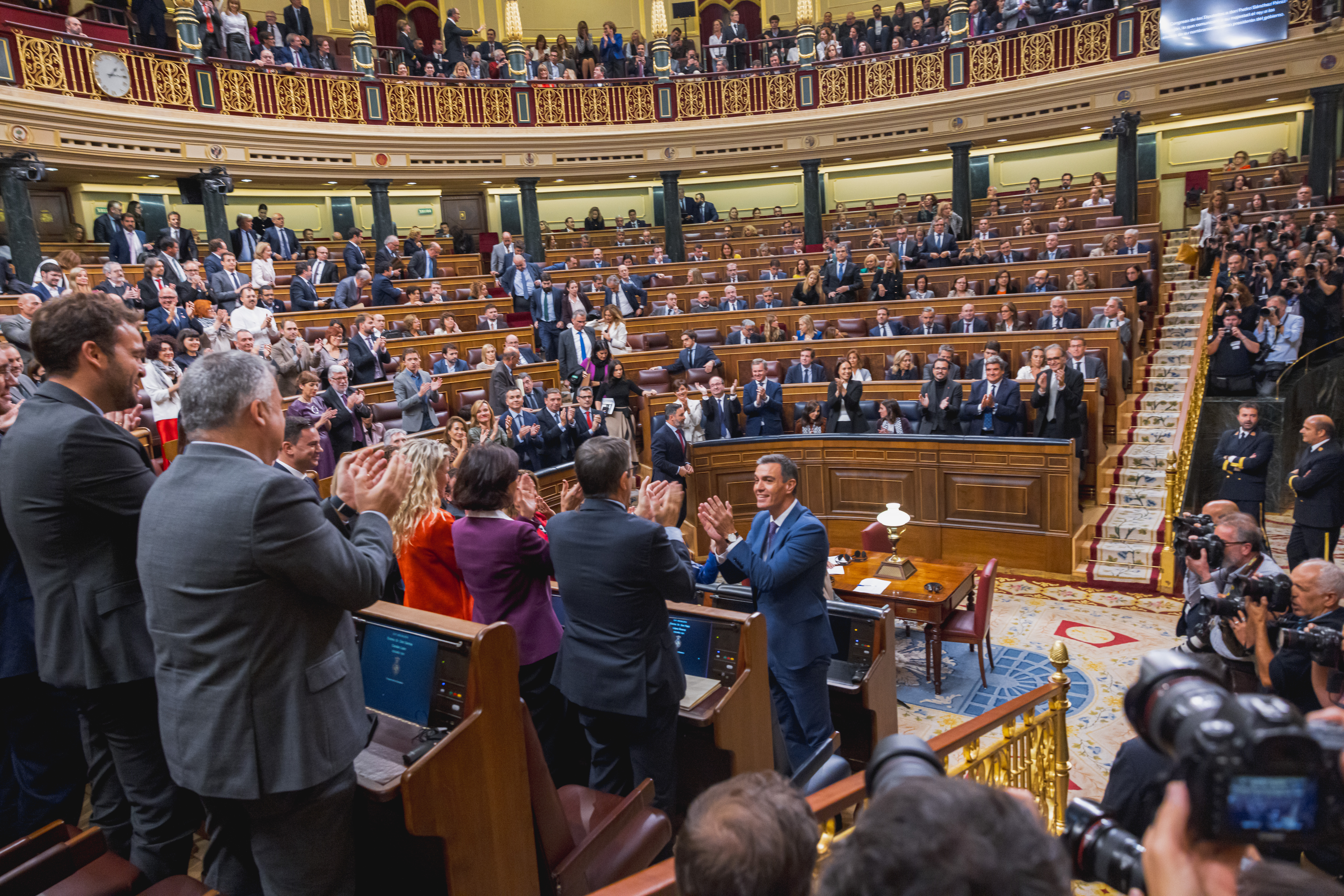
El momento en que Pedro Sánchez es investido presidente del gobierno por mayoría absoluta.

Por su parte, ERC, tras el acuerdo alcanzado con el PSOE, realizó una consulta a su militancia para posicionarse sobre la investidura de Pedro Sánchez.
| ¿Estás de acuerdo que Esquerra Republicana vote a favor de la investidura de Pedro Sánchez a cambio de la ley de amnistía, la segunda fase de la resolución del conflicto político para abordar el referéndum, el traspaso integral de Rodalies, compromisos económicos y propuestas para reducir el déficit fiscal? ERC | ¿Estás de acuerdo que Esquerra Republicana vote a favor de la investidura de Pedro Sánchez a cambio de la ley de amnistía, la segunda fase de la resolución del conflicto político para abordar el referéndum, el traspaso integral de Rodalies, compromisos económicos y propuestas para reducir el déficit fiscal? ERC | ¿Estás de acuerdo que Esquerra Republicana vote a favor de la investidura de Pedro Sánchez a cambio de la ley de amnistía, la segunda fase de la resolución del conflicto político para abordar el referéndum, el traspaso integral de Rodalies, compromisos económicos y propuestas para reducir el déficit fiscal? ERC |
| --- | --- | --- |
| Fecha | 31 de octubre de 2023 | 31 de octubre de 2023 |
| Respuesta | Votos | % |
| Sí | — | 89,00% |
| No | — | 9,00% |
| Blanco | — | 2,00% |
| | | |
| Votos válidos | — | — |
| Votos nulos | — | — |
| Votos totales | — | 100,00% |
| Participación | Participación | 43,61% |

Alcanzados la mayoría de acuerdos, Podemos, a pesar de integrarse en la coalición Sumar, decidió realizar una consulta a sus bases sobre si deberían apoyar la investidura del candidato socialista.
| ¿Deben las/os diputadas/os de Podemos apoyar la investidura de Pedro Sánchez? Podemos | ¿Deben las/os diputadas/os de Podemos apoyar la investidura de Pedro Sánchez? Podemos | ¿Deben las/os diputadas/os de Podemos apoyar la investidura de Pedro Sánchez? Podemos |
| ------------------------------------------------------------------------------------- | ------------------------------------------------------------------------------------- | ------------------------------------------------------------------------------------- |
| Fecha                                                                                 | 11 - 14 de noviembre                                                                  | 11 - 14 de noviembre                                                                  |
| Respuesta                                                                             | Votos                                                                                 | %                                                                                     |
| Sí                                                                                    | 47.675                                                                                | 86,10%                                                                                |
| No                                                                                    | 7.586                                                                                 | 13,70%                                                                                |
| Blanco                                                                                | 111                                                                                   | 0,20%                                                                                 |
|                                                                                       |                                                                                       |                                                                                       |
| Votos válidos                                                                         | 55.372                                                                                | —                                                                                     |
| Votos nulos                                                                           | 0                                                                                     | —                                                                                     |
| Votos totales                                                                         | 55.372                                                                                | 100,00%                                                                               |
| Participación                                                                         | Participación                                                                         | —                                                                                     |

Tras anunciarse un acuerdo de investidura entre el PSOE y Junts per Catalunya, este último partido realizó una consulta para ratificar el cuerdo.
| ¿Ratificas el acuerdo firmado en Bruselas entre Junts per Cataluña y el PSOE en el que se establecen tanto las condiciones como los mecanismos para la resolución del conflicto político entre Cataluña y el Estado español y en el que plantearemos un referéndum de autodeterminación? JuntsXCat | ¿Ratificas el acuerdo firmado en Bruselas entre Junts per Cataluña y el PSOE en el que se establecen tanto las condiciones como los mecanismos para la resolución del conflicto político entre Cataluña y el Estado español y en el que plantearemos un referéndum de autodeterminación? JuntsXCat | ¿Ratificas el acuerdo firmado en Bruselas entre Junts per Cataluña y el PSOE en el que se establecen tanto las condiciones como los mecanismos para la resolución del conflicto político entre Cataluña y el Estado español y en el que plantearemos un referéndum de autodeterminación? JuntsXCat |
| --- | --- | --- |
| Fecha | 11 - 12 de noviembre de 2023 | 11 - 12 de noviembre de 2023 |
| Respuesta | Votos | % |
| Sí | — | 86,16% |
| No | — | 13,83% |
| Blanco | — | 0,01% |
| | | |
| Votos válidos | — | — |
| Votos nulos | — | — |
| Votos totales | — | 100,00% |
| Participación | Participación | 67% |

| Candidato     | Fecha                                                         | Voto |     |     |    |    |   |   |   |   |   |   |   | Total   |
| ------------- | ------------------------------------------------------------- | ---- | --- | --- | -- | -- | - | - | - | - | - | - | - | ------- |
| Pedro Sánchez | 16 de noviembre de 2023 Mayoría requerida: absoluta (176/350) | Sí   |     | 121 |    | 31 | 7 | 7 | 6 | 5 | 1 | 1 |   | 179/350 |
| Pedro Sánchez | 16 de noviembre de 2023 Mayoría requerida: absoluta (176/350) | No   | 137 |     | 33 |    |   |   |   |   |   |   | 1 | 171/350 |
| Pedro Sánchez | 16 de noviembre de 2023 Mayoría requerida: absoluta (176/350) | Abs. |     |     |    |    |   |   |   |   |   |   |   | 0/350   |
| Referencias:  |                                                               |      |     |     |    |    |   |   |   |   |   |   |   |         |

### Gobierno

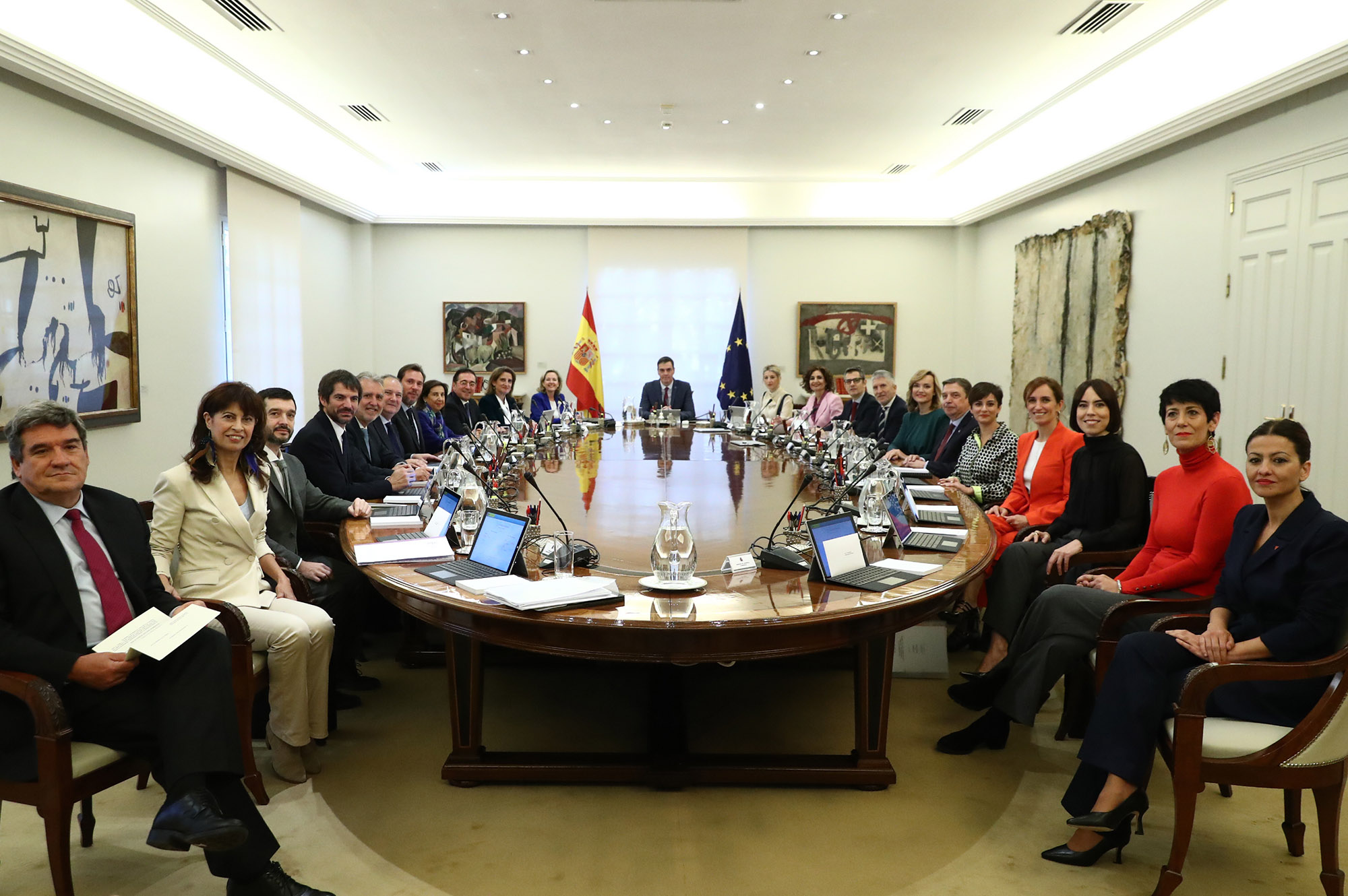
Primer Consejo de Ministros del tercer Gobierno de Pedro Sánchez, celebrado el 22 de noviembre de 2023.

Durante la xv legislatura, el socialista Pedro Sánchez volvió a ocupar la Jefatura del Gobierno, tratándose de su tercer mandato consecutivo y el segundo presidente de la democracia actual que, desde que lo hiciera el también socialista Felipe González (presidente entre 1982 y 1996), consigue ser reelegido para más de dos mandatos. Se trata de un Gobierno de coalición en minoría parlamentaria formado por el Partido Socialista Obrero Español de Pedro Sánchez y la coalición electoral de Sumar, liderada por la vicepresidenta Yolanda Díaz.
El Gobierno se constituyó el 21 de noviembre de 2023, tras tomar posesión ante el rey Felipe VI en el Palacio de la Zarzuela. Al igual que el anterior gabinete, el Gobierno estuvo formado por veintidós ministros.
La primera remodelación se llevó a cabo al mes siguiente, el 29 de diciembre de 2023, tras la elección de la vicepresidenta primera, Nadia Calviño, como presidenta del Banco Europeo de Inversiones. Aprovechando esta ocasión, la ministra de Hacienda, María Jesús Montero, ocupó dicha vicepresidencia, mientras que el secretario general del Tesoro, Carlos Cuerpo Caballero, asumió como nuevo ministro de Economía, Comercio y Empresa y presidente de la Comisión Delegada del Gobierno para Asuntos Económicos. Por otra parte, el ministro José Luis Escrivá añadió a sus funciones sobre transformación digital las de función pública.
El 6 de septiembre de 2024 se llevó a cabo la segunda remodelación. Escrivá, hasta entonces ministro de Transformación Digital y Función Pública, fue nombrado gobernador del Banco de España. Para su reemplazo, el presidente escogió a su director de Gabinete, Óscar López Águeda.
En total, durante toda la legislatura ha habido 24 ministros.

### Apertura Solemne de la Legislatura
La legislatura fue inaugurada solemnemente el 29 de noviembre de 2023 en el Palacio de las Cortes en una ceremonia presidida por los reyes Felipe VI y Letizia, y en la que estuvieron acompañados por la Princesa de Asturias, que lucía por primera vez en este acto las medallas de las Cortes que le habían sido concedidas un mes antes en su juramento. No estuvo presente la Infanta Sofía, que se encontraba estudiando un bachillerato internacional en Gales, Reino Unido.

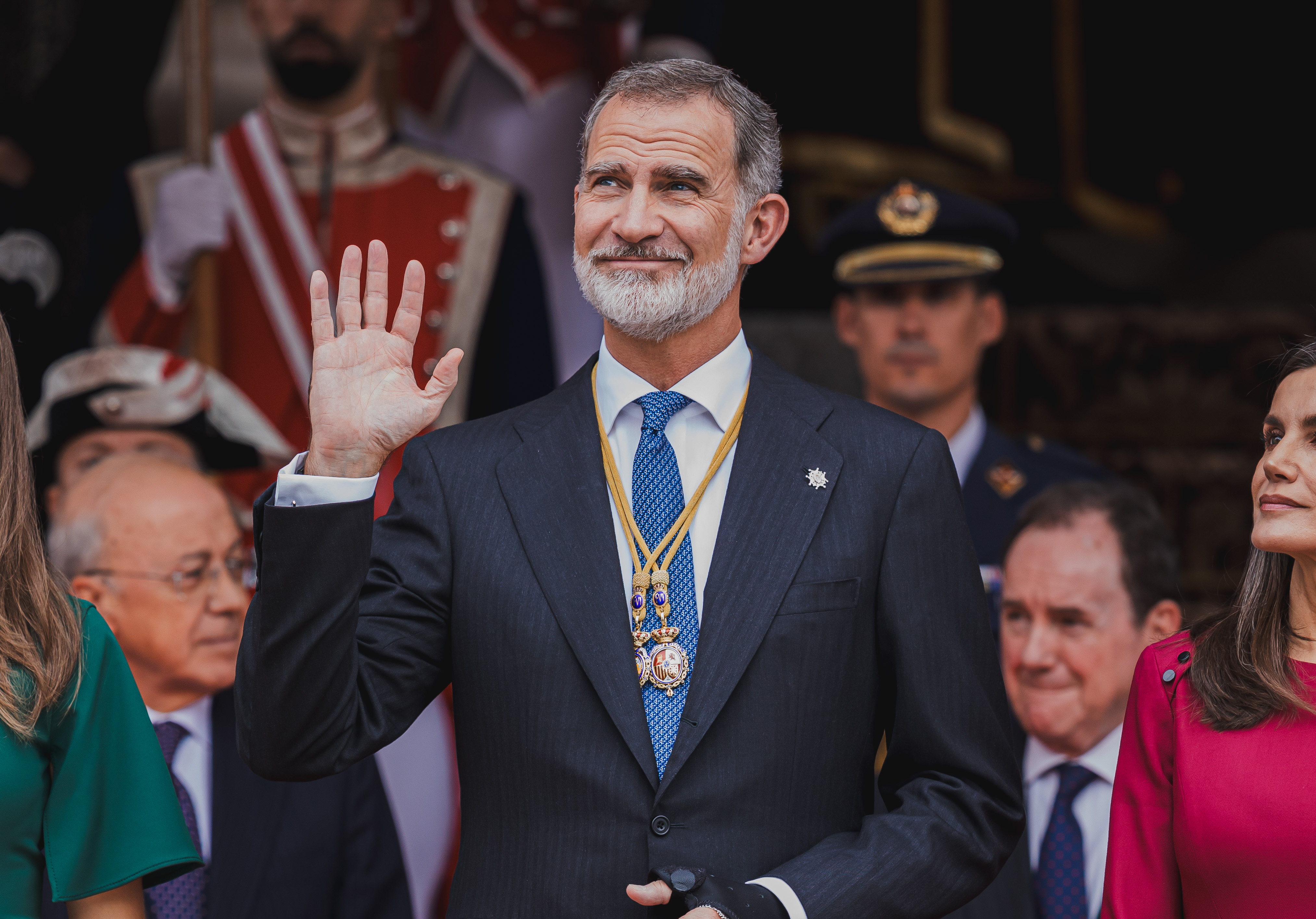
El rey Felipe VI saludando a los ciudadanos en los actos solemnes de apertura de la XVª legislatura.

A la cita acudieron la mayoría de los parlamentarios, diputados y senadores. Sin embargo, como venía siendo tradicional, grupos de ámbito regional y de ideología republicana como JxCat, ERC, EH Bildu y el BNG se ausentaron del evento.
En su discurso de apertura frente a los legisladores, el rey realizó la tradicional felicitación de la Corona al presidente del Gobierno, a los ministros y a los diputados y senadores por su elección, así como agradeció a las autoridades y ciudadanos que apoyaron a la familia real en los actos de juramento de la Princesa de Asturias el 31 de octubre de ese año. Continuó con una alabanza a la democracia a través del ejemplo de la participación política de los jóvenes en las elecciones generales del 23 de julio, defendió la Constitución como el nexo de unión entre las diferentes generaciones, así como llamó a la unidad para preservarla y superar los obstáculos, y acabó ensalzando la figura del Parlamento como institución representativa de los ciudadanos que tiene el deber de mejorar la vida de las personas, recordando también a sus señorías la responsabilidad que eso les supone. Tras finalizar el discurso y declarar abierta la legislatura, se corearon diversos vivas al rey.
Fueron las terceras Cortes Generales que inauguró el rey Felipe desde su proclamación en 2014.

## La Corona

### Princesa heredera

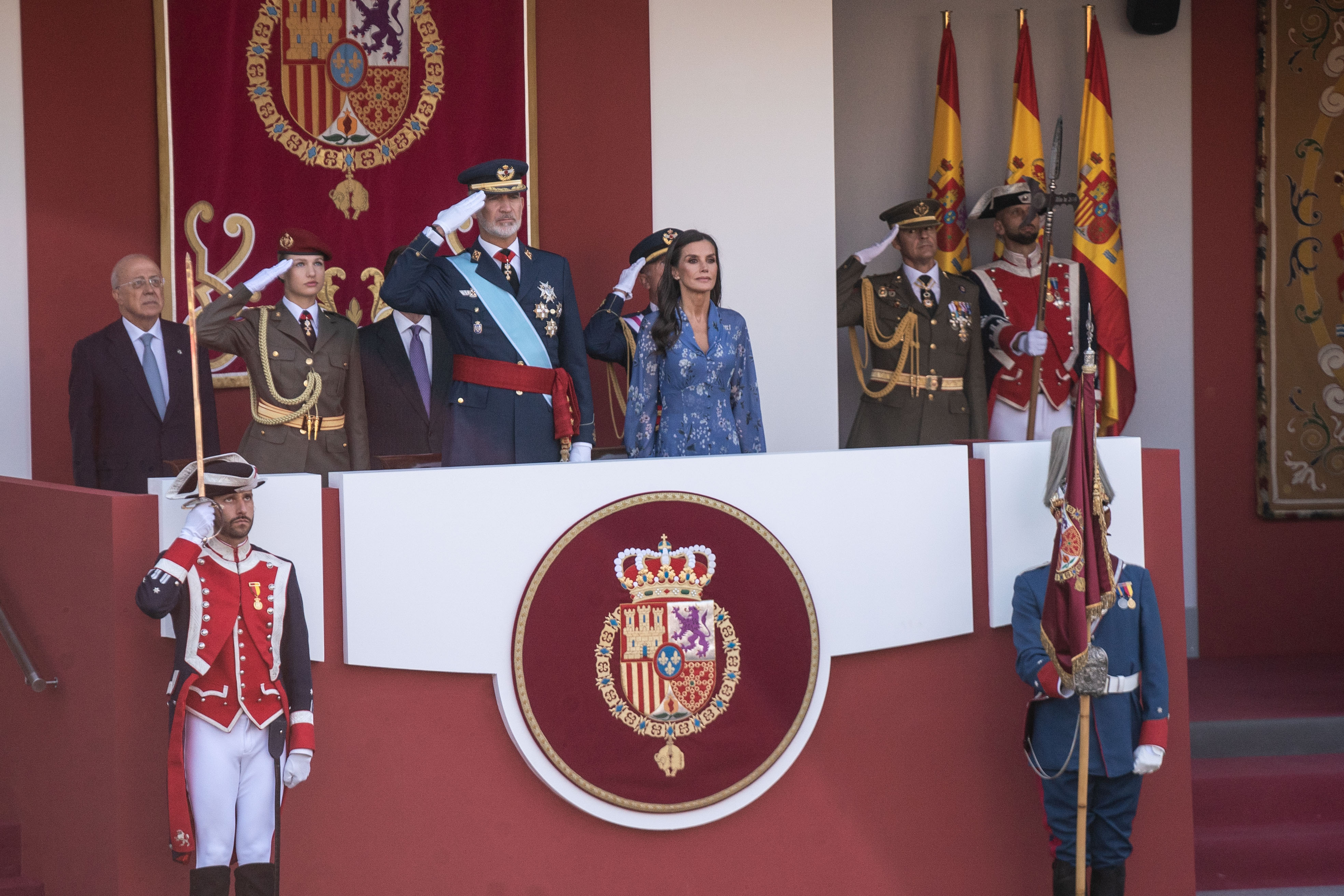
El 12 de octubre de 2023, día de la Fiesta Nacional de España, la princesa Leonor asisitó al acto, por primera vez, vestida con uniformidad militar.

En el ámbito de la monarquía, en esta legislatura tomó protagonismo la princesa de Asturias, Leonor de Borbón, quien, además de iniciar su formación militar, alcanzó la mayoría de edad el 31 de octubre de 2023. Para celebrar este acontecimiento y, como estipula la Constitución, la Casa Real, el Gobierno y las Cortes Generales organizaron el acto de jura de la Constitución, momento en el que la heredera de la Corona se comprometió a respetar la Constitución, las leyes, los derechos de los ciudadanos y de las Comunidades Autónomas, así como fidelidad a su padre, el rey de España. Asimismo, le fue concedido el Collar de la Orden de Carlos III y se llevó a cabo una celebración privada con la Casa de Borbón al completo, familiares de la reina y amigos de otras casas reales en el Palacio Real de El Pardo.
Al mismo tiempo, su hermana, la infanta Sofía, inició sus estudios de Bachillerato Internacional en el UWC Atlantic College de Gales (Reino Unido). Posteriormente, en diciembre de 2024, la infanta Sofía estrenó su agenda oficial propia al presidir en solitario unos premios de fotografía nombrados en su honor.

### Cuentas de la Casa Real
En junio de 2025, La Casa de Su Majestad el Rey, hizo publico sus datos de este último año, apuntando a que habían cerrado en números rojos el ejercicio económico de 2024, registrando perdidas de 100.000 euros. Posteriormente, desde la Casa Real han aclarado la polémica en el que el resultado de las cuentas de 2024 tendrían un saldo positivo de 138.304 euros. Zarzuela profundizo que en el ejercicio del 2024 La Casa del Rey «ha dispuesto de 8.431.150,00 euros de los Presupuestos Generales del Estado, incrementados con 2.481.798,50 euros procedentes de fondos propios lo que permitieron afrontar gastos en la mejora de la operatividad de los sistemas de comunicaciones y en su transformación digital y en la sala audiovisual con el plató de televisión, permitiendo asi acometer gastos por importe de 10.774.644,50 euros resultando un saldo sin ejecutar de 138.304 euros, que se incorporaron el 1 de enero de 2025 a reservas» y que de la «ejecución presupuestaria», explican, fue de 38.304 euros en positivo. La Zarzuela explica que la financiación en 2,4 millones de euros para el ejercicio 2024 procedentes de fondos propios (reservas) no se considera ingreso porque ya formaba parte previamente del patrimonio de la institución.

## Política

### Partidos políticos y elecciones

Organización de los diputados del Congreso cuando se celebra una cesión extraordinaria en el hemiciclo del Senado.

En el ámbito de los partidos políticos, Podemos, que había concurrido a las elecciones generales del 23 de julio de 2023 con la coalición política Sumar, liderada por la vicepresidenta Yolanda Díaz, decidió abandonar la coalición el 5 de diciembre de 2023, tras no ser incluidos en el Gobierno de España, con el objetivo de garantizar la autonomía de la formación. Asimismo, abandonó el Grupo Parlamentario Plurinacional Sumar, pasando al Grupo Mixto.
Por lo que respecta a las elecciones, en 2024 está prevista la celebración de elecciones al Parlamento Europeo, así como se celebraron elecciones autonómicas parciales en Galicia (18 de febrero) y País Vasco (21 de abril). En este último caso, Iñigo Urkullu, presidente del Gobierno Vasco desde 2012, no se presentó a la reelección por decisión de su formación política, presentándose en su lugar Imanol Pradales. Asimismo, aunque pensadas para 2025, el 13 de marzo de 2024 el presidente de la Generalidad de Cataluña, Pere Aragonès, convocó elecciones anticipadas para el 12 de mayo de 2024 tras ser rechazados los presupuestos regionales.
En todas las elecciones regionales mencionadas, salvo en las catalanas, los partidos que estaban en los Gobiernos autonómicos mantuvieron prácticamente intacta su representación, pudiendo reeditar esos gobiernos (mayoría absoluta del PP en las gallegas y Gobierno de coalición PNV-PSOE en el País Vasco). Caso aparte fueron las elecciones catalanas, en las que el independentismo perdió la mayoría absoluta por primera vez en cuarenta años, y volvió a dar la victoria al Partido de los Socialistas de Cataluña, liderado por el exministro Salvador Illa. Sumando a esto el importante crecimiento del Partido Popular y la estabildiad de Vox, permitió a los llamados partidos «constitucionalistas» o «unionistas» conseguir la mayoría absoluta. En cuanto a Ciudadanos, certificó la tendencia iniciada en 2019 y desapareció del Parlamento de Cataluña.
Por otra parte, para el año 2026 están previstas elecciones a los parlamentos de Andalucía y Castilla y León.

### Ley de amnistía
La Ley Orgánica de amnistía para la normalización institucional, política y social en Cataluña, registrada en el Congreso de los Diputados en noviembre de 2023 por el Grupo Parlamentario Socialista y respaldada por otros partidos, busca cancelar procedimientos judiciales y condenas relacionadas con el procés catalán, incluyendo la consulta de 2014 y el referéndum de 2017. Esta propuesta es parte de los acuerdos de investidura con ERC y Junts per Catalunya para asegurar la elección de Pedro Sánchez como presidente del Gobierno y ha generado protestas de partidos de oposición, como el Partido Popular y Vox, quienes la consideran contraria a la Constitución y el Estado de derecho. Se estima que beneficiará a alrededor de 350 personas involucradas en procesos judiciales y 73 policías encausados por su participación en el referéndum de 2017.
El 23 de enero de 2024, el Gobierno implementó modificaciones significativas en la ley. En esta nueva redacción, suprimió la exclusión automática de la amnistía para los delitos de terrorismo con condena firme, en su lugar, se estableció que quedan excluidos aquellos actos terroristas que hayan causado de forma evidente e intencional violaciones graves de los derechos humanos. Mientras algunos políticos y partidos apoyaron las modificaciones, otros las criticaron ferozmente, acusando al Gobierno de flexibilizar el tratamiento de delitos graves y de ser complaciente con el terrorismo.

La ley fue aprobada definitivamente por el Congreso de los Diputados el 30 de mayo de 2024. Posteriormente, la norma fue impugnada ante el Tribunal Constitucional por el Partido Popular, así como numerosas comunidades autónomas. Finalmente, en junio de 2025 el Pleno del Tribunal Constitucional avaló la constitucionalidad de la norma por 6 votos a favor del bloque progresista frente a los cuatro negativos del bloque conservador.

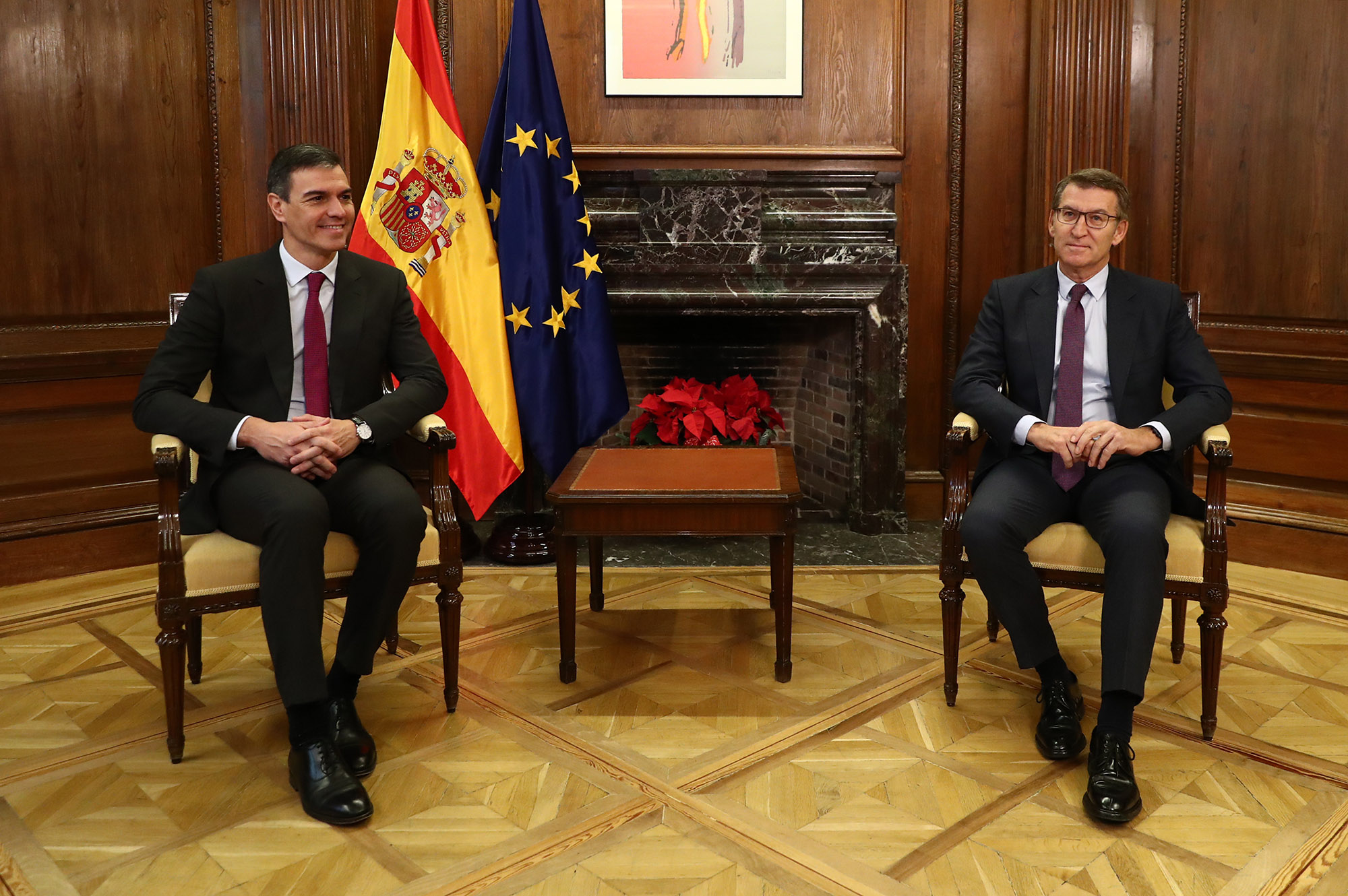
El presidente del Gobierno y el jefe de la Oposición, durante su reunión del 22 de diciembre de 2023 en la que acordaron la reforma constitucional.

### Reforma constitucional
En diciembre de 2023, los líderes de los dos principales partidos españoles —PP y PSOE— alcanzaron un acuerdo para llevar a cabo la tercera reforma de la Constitución Española desde 1978. Esta reforma se diseñó para ser ejecutada de manera exprés, sin la necesidad de un referéndum. Su objetivo principal era reemplazar el término «disminuido» del artículo 49 por la expresión «persona con discapacidad».
Tras ser aprobada la propuestas por amplias mayorías en las Cortes Generales, el rey Felipe VI dio su consentimiento real a la reforma en un acto público el 15 de febrero de 2024, en el Palacio de la Zarzuela. Entró en vigor el 17 de febrero de ese año, el mismo día de su publicación en el Boletín Oficial del Estado.

## Política exterior

### Medio Oriente

#### Israel y Palestina
En octubre de 2023 se reavivó el conflicto entre Israel y Palestina a raíz de un ataque sorpresa por parte de Hamás que, además de ataques con misiles, realizó una incursión masiva en territorio controlado por Israel, secuestrando a decenas de israelíes. Ante esta situación, Israel respondió con máxima dureza, bombardeando de forma constante la franja de Gaza, territorio controlado por Hamás.
El 9 de octubre de 2023, el rey Felipe condenó «con toda firmeza» los ataques terroristas contra Israel, llamó a «hacer todo lo posible para evitar mayor sufrimiento, destrucción, desesperanza y la pérdida de más vidas humanas» y afirmó que España «sigue fiel a su compromiso con la paz y estabilidad en la región». A finales de ese mes, durante la ceremonia de entrega de los Premios Princesa de Asturias de 2023, el rey se refirió al conflicto en curso pidiendo unidad para resolverlo y recordando que, en 1994, el primer ministro israelí Isaac Rabin y el líder palestino Yasir Arafat recibieron el Premio Príncipe de Asturias de Cooperación Internacional por su «esfuerzo por crear condiciones de paz en la región» tras la Conferencia de Paz de Madrid de 1991 y los Acuerdos de Oslo de 1993 y 1994.

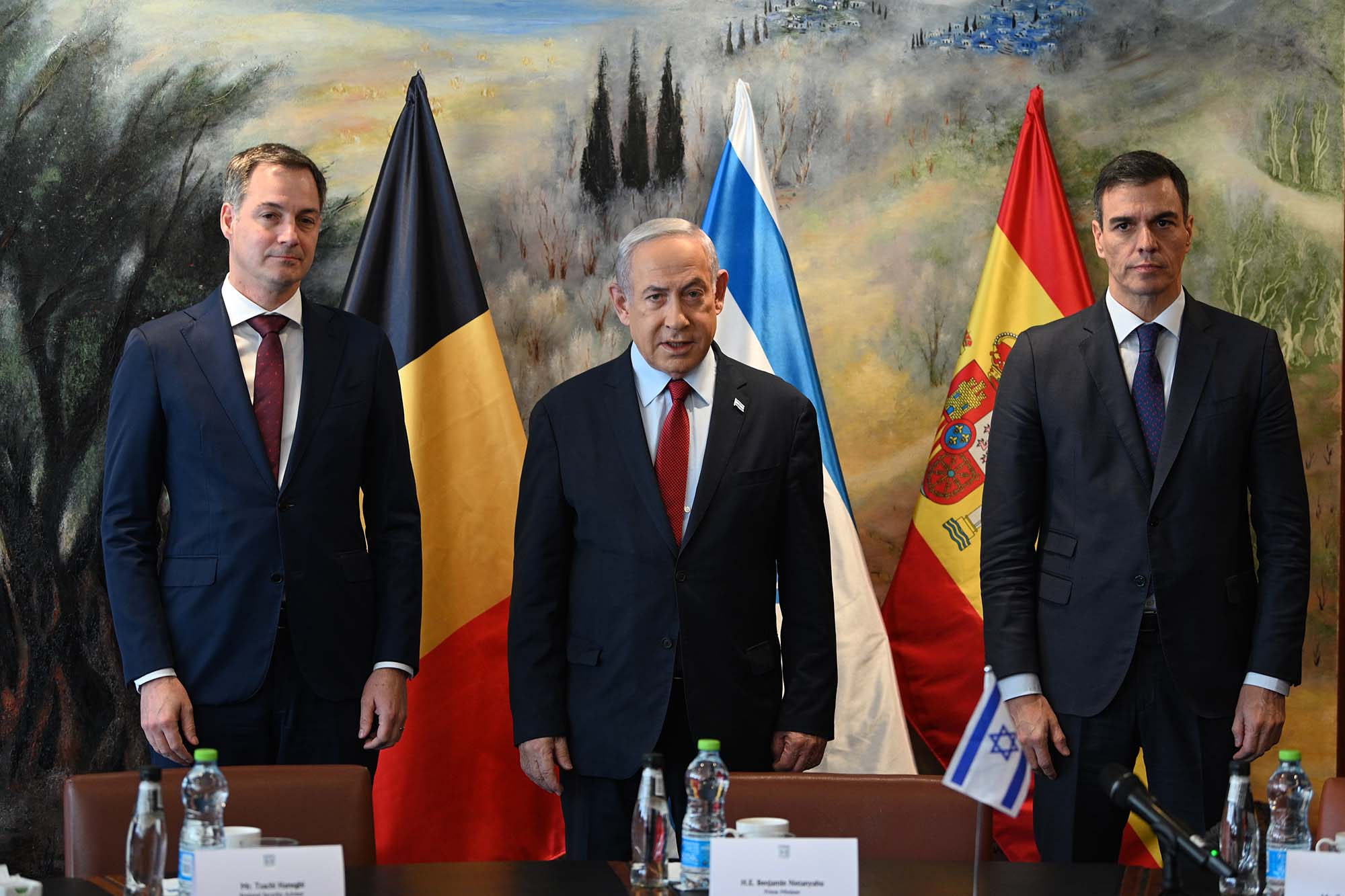
El presidente del Gobierno y el primer ministro belga, Alexander de Croo, junto al primer ministro Benjamín Netanyahu.

Tanto en octubre de 2023 como en enero de 2024, Albares declaró que España dejó de exportar armas a Israel a partir del 7 de octubre de 2023, pero según los datos que figuran en el portal oficial de comercio exterior Comex analizados por el Centre Delàs mostraban que las licencias para dichas ventas no habían sido revocadas, permitiendo la exportación de armas a Israel por un importe de 987 000 euros en noviembre. El 12 de febrero de 2024 el Ministerio de Asuntos Exteriores de España publicó un comunicado informando «de que desde el 7 de octubre de 2023 no se ha autorizado ninguna operación de venta de armamento a Israel». Posteriormente se conoció que durante el mes de diciembre España había enviado a Israel «estabilizadores de bombas de aviación» por un valor 125 240 euros. Lo que da a entender que si bien no se han aprobado nuevas operaciones de venta, todas las exportaciones de armamento a Israel aprobadas antes del inicio del conflicto se acabaron entregando.
La extrema dureza de la respuesta israelí fue rechazada de forma unánime por parte de la izquierda española, llegando a ser calificados los hechos por parte de la ministra de Derechos Sociales y Agenda 2030 en funciones, Ione Belarra, de «genocidio». Esto provocó malestar en la diplomacia israelí, por lo que el ministro José Manuel Albares, se reunió con la embajadora israelí y dio el asunto por resuelto y afirmó que seguirá trabajando para mantener la amistad con Israel.
El 15 de noviembre de 2023, el presidente del Gobierno en funciones y candidato a la presidencia, Pedro Sánchez, se refirió al conflicto en su discurso de investidura, pidiendo un «alto al fuego inmediato», así como anunció la intención de su Gobierno de trabajar para que España y la Unión Europea reconozcan el Estado de Palestina. Sánchez viajó a Israel y Palestina el 23 de noviembre de 2023, reuniéndose con Benjamín Netanyahu y con Mahmud Abás, presidente de la Autoridad Nacional Palestina, ante los que defendió que la única solución posible al conflicto es el reconocimiento a los dos Estados. Asimismo, al primero le transmitió la solidaridad del Gobierno español y el reconocimiento del derecho de Israel a defenderse, al tiempo que insistió en un alto al fuego, le pidió respetara el derecho internacional y humanitario y calificó de «insoportable» el número de palestinos muertos. Al segundo, le propuso que la Autoridad Palestina asumiera el control de la franja cuando Hamás fuere destruido.

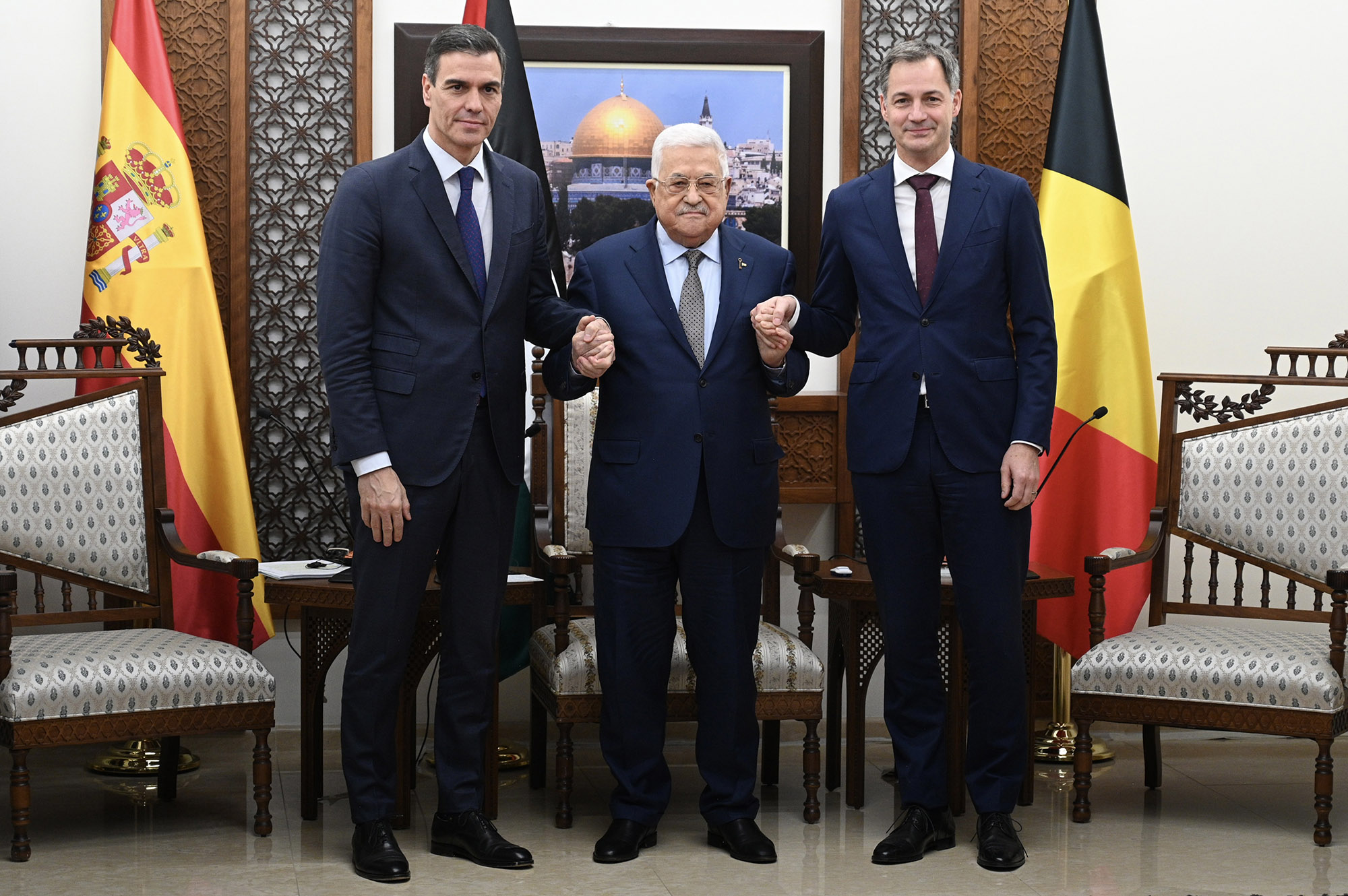
El presidente del Gobierno y el primer ministro belga, junto al presidente de la Autoridad Nacional Palestina, Mahmud Abás.

Precisamente, el 24 de noviembre, tras una visita al Paso de Rafah en Egipto, las declaraciones del presidente del Gobierno español y del primer ministro belga —que insistieron en lo ya mencionado anteriormente: solución de los dos Estados, derecho internacional y humanitario, protección de las vidas civiles, etc— provocaron un nuevo conflicto diplomático, siendo convocados los embajadores de ambos países europeos por el ministro de Asuntos Exteriores israelí, Eli Cohen, para una «dura conversación de reprimenda» tras calificar las declaraciones de ambos mandatarios como «apoyar el terrorismo». En respuesta, el ministro de Exteriores español hizo lo propio ante las «inaceptables y falsas» acusaciones.
El 30 de noviembre de 2023, tras una entrevista del presidente del Gobierno en La hora de La 1 en la que declaró que tenía «francas dudas de que [los israelíes] estén cumpliendo con el derecho internacional humanitario», el Gobierno israelí llamó a consultas a su embajadora, Rodica Radian-Gordon. En enero de 2024, el nuevo canciller israelí, Yisrael Katz, envió de vuelta a España a la embajadora, restableciendo así las relaciones diplomáticas.
El 11 de enero de 2024, en un discurso similar al de la entrega de los Premios Princesa de Asturias de 2023, el rey, durante un encuentro con el cuerpo diplomático en España, volvió a condenar «el atentado terrorista que sufrió Israel el 7 de octubre», pidió la liberación de todos los rehenes y defendió el «establecimiento del Estado palestino junto a Israel» para detener el «ciclo de violencia».
En los meses posteriores, tanto la Corona como el Gobierno enviaron mensajes en esta línea, rechazando suspender la financiación a la Agencia de Naciones Unidas para los Refugiados de Palestina en Oriente Próximo y dando audiencia a su comisionado general —al que también se le concedió la Gran Cruz de Isabel la Católica—, al tiempo que se fomentó el reconocimiento del Estado palestino, motivo por el cual el presidente del Gobierno realizó una pequeña gira europea en abril con el objetivo de coordinar este reconocimiento con otros socios. España reconoció oficialmente al Estado de Palestina el 28 de mayo de 2024, con las fronteras establecidas en 1967, de forma coordinada con Irlanda y Noruega.
El 6 de junio de 2024, el ministro Albares anunció que España apoyaría la denuncia de Sudáfrica contra Israel por genocidio en la Corte Penal Internacional.
El 15 de enero de 2025, el ministro de asuntos exteriores José Manuel Albares celebró el acuerdo de alto el fuego alcanzado entre Israel y Hamás en la Franja Gaza, confirmando que España tiene preparado un primer paquete de ayuda humanitaria por valor de 24 millones de euros, que podría alcanzar los 50 millones «con mucha rapidez».
El 14 de mayo de 2025, durante una sesión de control al Gobierno en el Congreso de los Diputados, el presidente del Gobierno definió a Israel como un «Estado genocida», causando la protesta del país asiático y siendo convocada la embajadora española en Tel Aviv para amonestarla.
Ante las posibles violaciones de derechos humanos por parte de Israel, la Comisión Europea inició una revisión del acuerdo de revisión con Israel. El 20 de junio de 2025, la Comisión concluyó que había «indicios» claros de que Israel no estaba respetando estos derechos. En respuesta a esto, el Ministro de Asuntos Exteriores anunció el 23 de junio la intención de España de solicitar suspensión «inmediata» del acuerdo de asociación con Israel.

#### Líbano
El 15 de enero de 2025, en el contexto del próximo fin del alto al fuego libanes-israelí que ocurriría el 27 de enero de ese año y la elección de Joseph Aoun como presidente del Líbano después de dos años de vacío de poder en el país árabe, José Manuel Albares anunció que España destinaría diez millones de euros para fortalecer las Fuerzas Armadas Libanesas a través del Fondo de Naciones Unidas al Desarrollo.

### África

#### Marruecos
En febrero de 2025, el Ministerio de Asuntos Exteriores destinó 2,6 millones de euros a la demolición del ala sur y a medidas de seguridad del Hospital Español de Tánger, construido en 1950 para atender a ciudadanos españoles y que atiende a diez ancianos y tiene el triple de trabajadores que pacientes. El Gobierno adjudicó el contrato de obras de manera urgente y sin publicidad, al considerar que la iniciativa cumplía el supuesto de «situaciones que suponen un grave peligro» y se debía con emergencia. A esos 2,6 millones se suman las nóminas del personal que trabaja en el centro, lo que da una cifra de alrededor de 3 millones de euros. Según El Español,  los diplomáticos que han ejercido en Marruecos coinciden en señalar que este hospital «es deficitario», que los residentes han ido disminuyendo paulatinamente, que tiene exceso de personal y que recibe una cuantía de ayudas que no se justifican. Además, no hay un responsable visible.

### Hispanoamérica

#### México
Las relaciones entre España y México siguieron en la misma línea que en la pasada legislatura. El 25 de septiembre de 2024, el Gobierno de España rechazó asistir a la toma de posesión de la nueva presidenta, Claudia Sheinbaum, tras la negativa del Gobierno mexicano a invitar al rey. El presidente del Gobierno calificó el hecho de «inexplicable e inaceptable», mientras que la futura presidenta mexicana justificó su decisión por la negativa del monarca a responder a la carta que el presidente Andrés Manuel López Obrador le envió en 2019 exigiendo disculpas por la conquista.

#### Venezuela
El 28 de julio de 2024 tuvieron lugar elecciones presidenciales en Venezuela. Las elecciones fueron consideradas no democráticas por la mayoría de países y organizaciones internacionales, incluyendo a algunas acreditadas por el Gobierno venezolano como el Centro Carter, que concluyó en su informe que «la elección presidencial de Venezuela de 2024 no se adecuó a parámetros y estándares internacionales de integridad electoral y no puede ser considerada como democrática». Ante esta situación, España y la comunidad internacional exigieron al Gobierno venezolano que publicase las actas oficiales del proceso, algo que había hecho la oposición y que demostraría la victoria del opositor, Edmundo González. El Gobierno venezolano se negó a publicar las mismas y las presentó ante el Tribunal Supremo de Justicia de Venezuela, que confirmó la victoria de Nicolás Maduro. Ni España ni la comunidad internacional dio crédito al Tribunal Supremo, considerando la influencia del chavismo sobre este.
Tras pasar más de un mes en la Embajada de los Países Bajos en Venezuela, Edmundo González se trasladó a la Embajada de España en Venezuela, donde mostró su intención de solicitar asilo político. Ante estos hechos, el Gobierno de España sacó a González del país en una aeronave del Ejército del Aire y del Espacio a principios de septiembre de 2024. El 11 de septiembre el Congreso de los Diputados reconoció la victoria de Edmundo González en las elecciones presidenciales, con el rechazo de los partidos en el Gobierno. Al día siguiente, el presidente del Gobierno recibió a González en el Palacio de la Moncloa. Ese mismo día, la ministra de Defensa, Margarita Robles, calificó de «dictadura» el régimen de Maduro, que llamó a consultas a su embajador en Madrid y convocó al de España en Venezuela para protestar por las declaraciones.
El 14 de septiembre de 2024, el Gobierno venezolano anunció el arresto de seis ciudadanos extranjeros acusados de ser "mercenarios" contratados para asesinar a Maduro. Entre los detenidos se encontraban dos españoles, que el régimen vinculó con el Centro Nacional de Inteligencia (CNI), acusaciones que negó tanto el Gobierno español como los familiares de los detenidos, alegando que eran turistas visitando el país.
El 18 de septiembre de ese mes, Edmundo González denunció que, mientras estuvo en la embajada española, fue coaccionado por la vicepresidenta Delcy Rodríguez y el presidente de la Asamblea Nacional de Venezuela, Jorge Rodríguez Gómez, para que firmara un documento en el que acataba la resolución del Tribunal Supremo venezolano. También estuvo presente el embajador español, Ramón Santos. Tras estas informaciones, la oposición española acusó al Gobierno de España de «complicidad» y de estar «implicado en un golde de Estado», al tiempo que pedían la dimisión del ministro Albares. Posteriormente, González negó que el Gobierno o el embajador español hubieran participado en la coacción.

## Gobernación

### Criminalidad
Hasta el tercer trimestre del 2024 (de enero a septiembre), la criminalidad en España ha aumentado de forma generalizada en un 1,2% según el Balance de Criminalidad del Ministerio del Interior. Las comunidades autónomas que lideran el alza de los delitos son Aragón, Canarias y las Islas Baleares, mientras que las únicas regiones que registran descensos en su criminalidad son La Rioja, la Comunidad de Madrid y la ciudad autónoma de Melilla.Se mantiene la tendencia de subida en los delitos por agresión sexual con penetración (violaciones) en el 6,6% en el periodo del año anterior mientras que se refleja la caída de los homicidios dolosos y asesinatos consumados (-0,7%), con 269 casos hasta septiembre, y repite prácticamente el dato con respecto a los homicidios en grado de tentativa (+0,2%). Los delitos de tráfico de drogas aumentan un 3,2%, mientras que suben un 8,4% los delitos graves y menos graves de lesiones y riña tumultuaria. Por su parte, bajan los delitos contra el patrimonio un 2,1%, incluyendo robos, hurtos y sustracción de vehículos (todos estos delitos representan el 43,2% de la criminalidad convencional).

#### Año 2025
La criminalidad decreció un 2,8% en el conjunto de España en el primer trimestre de 2025, con una caída de los homicidios dolosos y asesinatos consumados del 11,6% (84 asesinatos consumados), aunque en grado de tentativa suben casi un 20% (319) y una bajada de los delitos contra el patrimonio del 5,3%. Sin embargo, los delitos contra la libertad sexual aumentaron un 3,8% y las agresiones sexuales con penetración (violaciones) un 7,6% en comparación con el mismo periodo de 2024, según el Balance de Criminalidad del Ministerio del Interior. La cibercriminalidad también bajó un 1,2%, con las estafas informáticas -la mayoría de este tipo de delitos en el plano virtual-- marcando un descenso del 3,5% entre enero y marzo de 2025. Los delitos graves y menos graves de lesiones y riña tumultuaria también aumentan un 2,1%, con 6.374 hechos delictivos. Los secuestros, por su parte, bajan hasta anotar 26 casos (-7,1%). Los delitos de tráfico de drogas crecen un 4,9%, de 5.040 hechos registrados en los tres primeros meses de 2024, a 5.287 en 2025. El Ministerio del Interior subrayo: "La tasa de criminalidad convencional se sitúa en España en 40,6 delitos por mil habitantes, una de las más bajas del mundo". El Ministerio de Interior registra 468.104 delitos (79,4% del total) en criminalidad convencional mientras que la cibercriminalidad supone 121.579 infracciones penales, el 20,6% del total, con un decrecimiento del 1,2% em comparación con el mismo periodo del año anterior.

### Culto
El 2 de julio de 2025, mediante el Real Decreto 560/2025, se estableció un nuevo marco que regula la concesión directa de ayudas económicas por valor de 1.200.000 euros a las confesiones religiosas minoritarias que tienen acuerdos de cooperación con el Estado español. El decreto prevé una dotación económica de 1.200.000 euros en subvenciones que se gestionaran por la Fundación Pluralismo y Convivencia, distribuidos de la siguiente forma: 540.000 euros a la Federación de Entidades Religiosas Evangélicas de España (FEREDE),  216.000 euros a la la Federación de Comunidades Judías de España (FCJE) y 444.000 euros a la Comisión Islámica de España (CIE). Los gastos subvencionables incluyen retribuciones de personal, gastos de funcionamiento y actividades relacionadas con la promoción del derecho a la libertad religiosa.

## Justicia

### Fricciones con el poder judicial
Las fricciones entre el poder judicial y los otros poderes del Estado fueron en aumento en esta legislatura.
Tras conocerse los acuerdos entre el Partido Socialista Obrero Español y el resto de las formaciones políticas para la investidura de Pedro Sánchez, el Consejo General del Poder Judicial, el Tribunal Supremo, la Audiencia Nacional, el Consejo Fiscal y la totalidad de las asociaciones de jueces y fiscales criticaron que se incluyesen en los pactos términos como «lawfare», así como la posibilidad de que se crearan comisiones de investigación en el Parlamento para revisar las decisiones judiciales. En este último caso, tanto el Gobierno como el CGPJ rechazaron que los jueces y magistrados estuvieren obligados a comparecer en dichas comisiones.

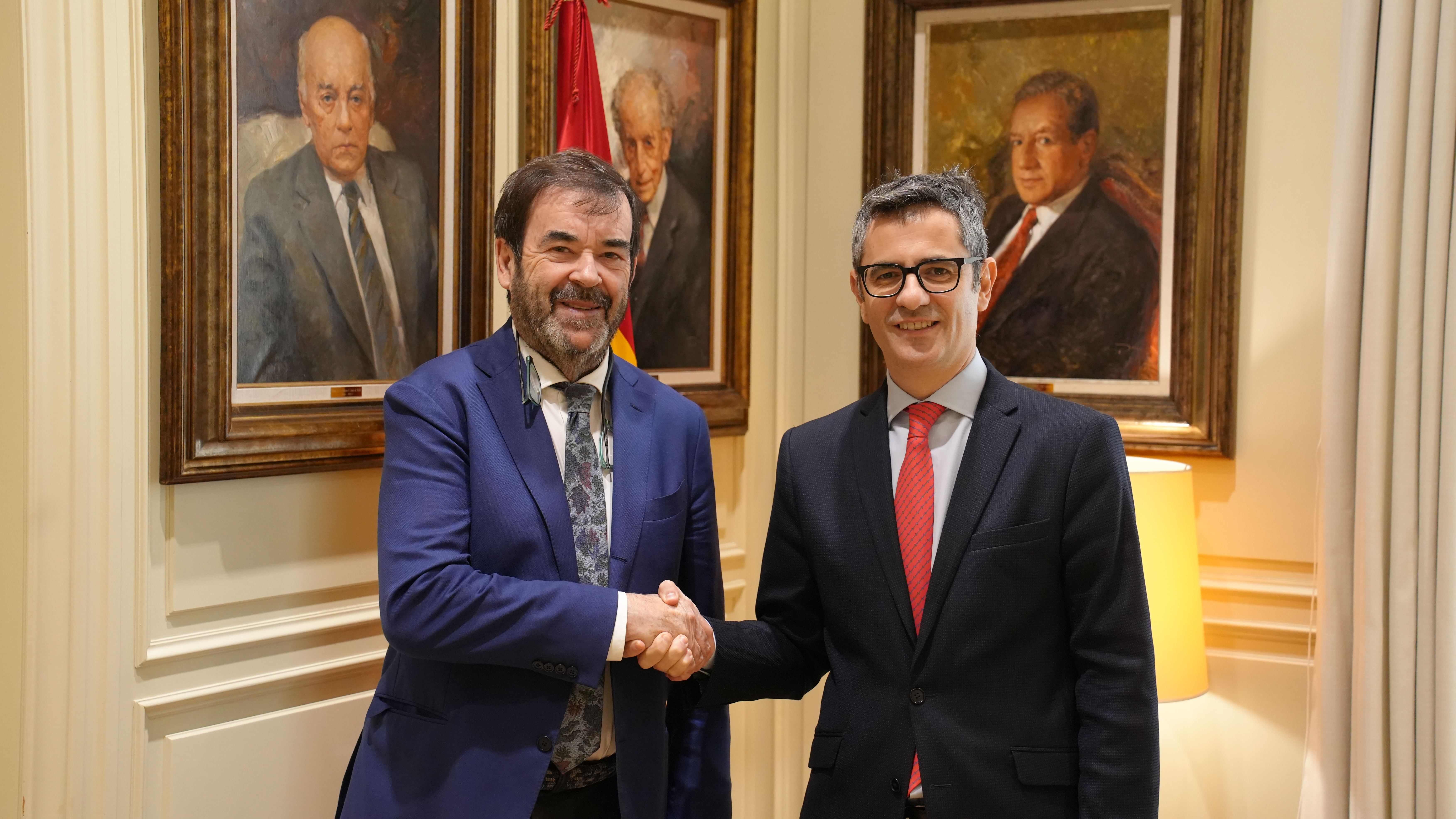
El presidente en funciones del CGPJ, Vicente Guilarte, y el ministro de Justicia, Félix Bolaños, en una reunión en noviembre de 2023.

Posteriormente, el 30 de noviembre de 2023, ocurrieron dos eventos que subrayaron una creciente tensión entre el poder judicial y el Gobierno. Por un lado, la Sala de lo Contencioso-Administrativo del Tribunal Supremo anuló el nombramiento de Magdalena Valerio como presidenta del Consejo de Estado, al no cumplir con el requisito de ser «jurista de reconocido prestigio» requerido por la Ley Orgánica del Consejo de Estado. Por otro lado, por primera vez en la democracia española, el Consejo General del Poder Judicial (CGPJ) votó en contra de la idoneidad de Álvaro García Ortiz como fiscal general del Estado. Este voto, aunque fue de carácter consultivo y no impidió su confirmación en el cargo, destacó por la división en el CGPJ, marcada por la oposición de ocho vocales conservadores que consideraron a García Ortiz no apto para el cargo, en parte debido a una sentencia del Supremo que cuestionó su imparcialidad.
A principios de diciembre de 2023, Vicente Guilarte Gutiérrez, presidente en funciones del CGPJ, propuso, como medida para desatascar la renovación del órgano de los jueces en las Cortes Generales, retirar competencias sobre nombramientos al Consejo, de tal forma que los nombramientos judiciales quedarían en manos de los jueces y de un tribunal de juristas con el propósito de «diluir» el interés de los partidos políticos en este órgano. Ese mismo mes, los dos principales partidos políticos de España acordaron reanudar la negociación para renovar el CGPJ, esta vez con la intermediación de la Comisión Europea, y representados por el ministro de Justicia, Félix Bolaños, y el eurodiputado y vicesecretario general Institucional del Partido Popular, Esteban González Pons. Finalmente, se llegó a un acuerdo en junio de 2024.
A pesar de la renovación de la cúpula judicial, no se redujo la tensión entre los poderes ejecutivo, legislativo y judicial, con continuas acusaciones de «lawfare» por parte del Gobierno y los partidos políticos que lo sustentan y llamados de respeto a la labor judicial por parte de la presidenta del Tribunal Supremo y del CGPJ, María Isabel Perelló Doménech.
Como consecuencia de un proyecto legislativo del Gobierno que pretende modificar algunos aspectos de la Judicatura relacionados con la instrucción de los procedimientos penales o de la forma de acceso a la Carrera Judicial de los jueces sustitutos, las principales asociaciones de jueces y fiscales —menos las progresistas— convocaron una huelga del 1 al 3 de julio de 2025. Precisamente, esta último motivo llevó a la protesta de las asociaciones progresistas, aunque no se unieron a la huelga.

### Renovación de órganos constitucionales
Como en la pasada legislatura, las dos formaciones mayoritarias en las Cortes Generales retomaron las negociaciones para renovar aquellos órganos constitucionales que quedaron pendientes, principalmente el Consejo General del Poder Judicial. Finalmente, y tras cinco años y medio de bloqueo, ambos partidos políticos acordaron el 25 de junio de 2024 la renovación tanto del CGPJ como de la vacante del Tribunal Constitucional, que pertenecía al bloque conservador.

#### Acuerdo
Según se anunció el 25 de junio de 2024, el acuerdo giraba en torno a tres ejes:
1. Tramitar de urgencia y aprobar una reforma de la Ley Orgánica del Poder Judicial y del Estatuto Orgánico del Ministerio Fiscal para reforzar la independencia de estas instituciones y de sus miembros, así como instar al nuevo CGPJ a proponer por mayoría reforzada un nuevo sistema de elección del órgano.
2. Renovar los vocales del CGPJ, con candidatos profesionales e independientes, así como la vacante pendiente en el Tribunal Constitucional. No influirán en la elección del presidente del Tribunal Supremo y del Consejo General del Poder Judicial.
3. Compromiso de ambas partes de actuar coordinadamente para garantizar las anteriores medidas, y no apoyar aquellas que no lleven el respaldo de ambos.

El mes de julio de 2024 se centró en la presentación y análisis de las candidaturas a vocales del Consejo, que fueron aprobadas entre el 23 y el 24 de julio de 2024. Los nuevos vocales fueron:
A propuesta del Congreso de los Diputados:
- Gema Espinosa, magistrada de la Audiencia Provincial de Barcelona.
- José María Páez, juez decano de Málaga
- José Carlos Orga, magistrado de la Audiencia Provincial de Logroño.
- José Luis Costa Pillado, presidente del Consejo Consultivo de Galicia.
- María Pilar Jiménez, fiscal superior de Cantabria.
- Ángel Arozamena, magistrado del Tribunal Supremo.
- Esther Erice, magistrada del Tribunal Superior de Justicia de Navarra.
- José María Fernández Seijo, juez de lo Mercantil en Barcelona.
- Inés María Herreros Hernández, fiscal adscrita  la Fiscalía de Sala en materia de Derechos Humanos y Memoria Democrática.
- Argelia Queralt, profesora titular de Derecho Constitucional en la Universidad de Barcelona.

A propuesta del Senado:
- José Antonio Montero, magistrado del Tribunal Supremo.
- José Eduardo Martínez Mediavilla, presidente de la Audiencia Provincial de Cuenca.
- María Pilar Esther Rojo, presidenta de la Audiencia Provincial de Valencia.
- Alejandro Abascal, magistrado de la Audiencia Nacional.
- Carlos Hugo Preciado, magistrado del Tribunal Superior de Justicia de Cataluña.
- Lucía Avilés, jueza del Juzgado de lo Penal número 2 de Mataró.
- Isabel Revuelta, letrada del Senado.
- Ricardo Bodas, magistrado jubilado del Tribunal Supremo.
- Bernardo Fernández. profesor de Derecho Internacional Público en la Universidad de Oviedo.
- Luis Martín Contreras, letrado de la Administración de Justicia del Tribunal Supremo.

### Tribunal Constitucional
Como se ha comentado, al anterior acuerdo se unió el de rellenar la vacante del Tribunal Constitucional, recayendo el nombramiento en el magistrado y abogado José María Macías, vocal del Consejo General del Poder Judicial desde 2015.

### Nacionalización de saharauis
El Congreso de los Diputados tramitara una proposición de ley de Sumar para conceder la nacionalidad por carta de naturaleza a los saharauis que vivieron bajo la administración colonial del Sahara español, es decir, aquellos nacidos antes de 1976, la iniciativa fue aprobada con 195 votos por parte de Sumar, el Partido Popular (PP), el Partido Nacionalista Vasco (PNV), Junts per Catalunya (JxCat), Podemos, Coalición Canarias (CC), Euskal Herria Bildu, Esquerra Republicana de Catalunya y el Bloque Nacionalista Galego (BNG), la misma recibió 116 votos en contra solo por el Partido Socialista Obrero Español (PSOE) y recibió 33 abstenciones de VOX. La iniciativa permitiría la justificación a través de varias vías: un documento nacional de identidad español, aunque esté caducado; un certificado de inscripción en el censo para el Referéndum del Sahara Occidental expedido por Naciones Unidas: así como un certificado de nacimiento emitido por las autoridades saharuis de los campamentos de refugiados en Tinduf y legalizado por la Representación del Frente Polisario en España. También ofrece otras alternativas como una «partida de nacimiento, libro de familia, documento que acrediten la condición de empleado público expedidos por la administración española en el Sahara Occidental» o «cualquier otro documento de una autoridad administrativa española que acredite el nacimiento en el Sahara Occidental antes del 26 de febrero de 1976». la antigua colonia española del Sahara fue ocupado por Marruecos en 1975 pese a al resistencia del Frente Polisario con quien mantuvo en guerra hasta 1991.

## Defensa

### Espionaje estadounidense
A principios de diciembre de 2023, el Gobierno expulsó a tres espías estadounidenses en respuesta a su implicación en el reclutamiento de dos agentes del Centro Nacional de Inteligencia (CNI) a cambio de secretos confidenciales. Estos espías estadounidenses estaban debidamente registrados y acreditados ante los servicios de inteligencia españoles, lo cual es una práctica habitual entre países aliados. Los agentes fueron reclutados por los espías estadounidenses, quienes utilizaron su acreditación oficial para facilitar pagos a cambio de información clasificada. La operación de espionaje fue detectada gracias a controles implementados en el CNI, establecidos previamente como resultado de un caso anterior de traición. La conducta de los espías estadounidenses se consideró una violación de los principios de cooperación entre aliados.

### Aumento del gasto
Durante la legislatura, el Gobierno continuó con su objetivo de aumentar el presupuesto militar, que se acentuó con la vuelta de Donald Trump a la Casa Blanca, que llegó a exigir a los aliados un 5 % del PIB dedicado a gasto en defensa. El Gobierno rechazó esta cifra, si bien aseguró que alcanzaría el objetivo del 2 % «cuanto antes». La pretensión del presidente socialista, Pedro Sánchez, recibió el rechazo habitual de sus socios de gobierno e investidura, aunque recibió el apoyó del Partido Popular. En sintonía con este objetivo, en abril de 2025 el Consejo de Ministros transifirió al Ministerio de Defensa casi 2150 millones de euros de partidas no utilizadas de los Presupuestos Generales del Estado, al objeto de aumentar el gasto y así satisfacer compromisos militares adquiridos. Al mismo tiempo, se transfirieron 2800 millones al Ministerio de Industria y Turismo para financiar programas militares en el marco de un plan mayor de casi 10 500 millones para llegar al 2 % del PIB en 2025.
En vísperas de la reunión plenaria de la OTAN en La Haya en junio de 2025, Pedro Sánchez hizo una declaración pública televisada en la que aseguraba que había alcanzado un acuerdo con la organización para no tener que gastar el 5 %, sino mantenerse en un 2,1 % que, a juicio del Ejecutivo español, sería suficiente para adquirir y mantener las capacidades disuasorias comprometidas por España. Sin embargo, el secretario general de la OTAN, Mark Rutte, negó que hubiera ninguna excepción concreta para España y que, según los cálculos de los expertos, España debería gastar un 3,5 % en defensa, como el resto, así como un 1,5 % adicional en ámbitos relacionados con la seguridad nacional. En la cumbre celebrada entre el 24 y el 25 de junio de 2025, los aliados —incluido España—, acordaron aumentar el gasto militar hasta el 5 %, aunque Sánchez defendió su interpretación del acuerdo, reafirmándose en no gastar más allá del 2,1 %, algo que no gustó al presidente estadounidense, Donald Trump, que llegó a asegurar que, si España no cambiaba su postura, «les haremos pagar el doble», amenazando —como era habitual en su segundo mandato— con represalias comerciales. Asimismo, otros líderes europeos criticaron la postura, como fue el caso del primer ministro belga Bart De Wever, que ironizó con que Sánchez sería un «genio» si consiguera los objetivos con ese porcentaje, o el vicepresidente italiano, Antonio Tajani, que aseveró que «España tendrá que respetar las normas».

## Economía

### Indicadores económicos

#### Productor interior bruto
Siguiendo con la buena tendencia de la legislatura pasada, la economía española continuó creciendo en el segundo y tercer trimestre del año, con unas tasas del 0,5 % y del 0,3 %, respectivamente, moderando su tasa anual de crecimiento al 1,8 %. España cerró el cuarto trimestre de 2023 con un crecimiento trimestral del 0,6 %, elevando el crecimiento anual al 2,5 %. Finalmente, la revisión posterior hecha en septiembre de 2024 resultó en un incremento final del 2,7 %.
El año 2024 comenzó con una buena tendencia, al tener un crecimiento en el primer trimestre del 0,8 %, augurando otro año por encima del 2 % anual, tendencia que se mantuvo en los trimestres siguientes, con un triple 0,8 %, y una tasa interanual del 3,5 %. El aumento con respecto a 2023 fue del 3,2 %.

#### Empleo y desempleo
Por lo que respecta al mercado laboral, en el ámbito administrativo continuó la división de las competencias en dos departamentos: el Ministerio de Trabajo y Economía Social y el Ministerio de Inclusión, Seguridad Social y Migraciones, este último con un nuevo titular, Elma Saiz. El inicio de la legislatura estuvo marcado por un aumento del paro, al tiempo que aumentaba la filiación a la Seguridad Social. Así, si a finales de julio había 21 millones de ocupados y 2,76 millones de parados, tras la temporada veraniega el tercer trimestre cerró con 21,2 millones de ocupados y 2,85 millones de parados en septiembre. Finalmente, de acuerdo a la Encuesta de Población Activa (EPA) del cuarto trimestre de 2023, el mercado laboral cerró el año con 2 830 600 personas desempleadas, esto es, 193 400 menos que al final del año anterior, así como con 21 246 900 personas ocupadas, un resultado de 783 000 personas superior al dato de finales de 2022. La tasa cerró en el 11,7 %, la más baja al cierre de un año desde 2007. A pesar de los buenos datos, la principal preocupación fue que la mayor parte del empleo se generó en los primeros seis meses del año, mientras que en la segunda parte hubo una importante ralentización en el mercado de trabajo.
El segundo año de la legislatura, 2024, continuó con los buenos datos en el ámbito del empleo. La EPA del cuarto trimestre de 2024 confirmó que durante todo el año se habían generado más de 468 000 empleos y que la tasa de paro había descendido al 10,61 %, un descenso bruto de 265 300 personas hasta los 2 595 500 personas desempleadas. El paro juvenil, aunque descendió, continuó siendo el principal problema, con una tasa del 24,90 %.
Según la EPA del segundo trimestre de 2025, el mercado laboral superó por primera vez los 22 millones de ocupados y el paro se redujo a 2,55 millones, lo que supuso una tasa de desempleo del 10,29 %.

#### Déficit público
El Gobierno estimó a mediados de 2022 que el año 2023 cerraría con un déficit del 3,9 %, mientras que la AIReF lo estimó en torno al 3,3 %. Finalmente, el Ministerio de Hacienda confirmó que el año cerró con un déficit del 3,66 %, más de un punto inferior al año anterior.
Por lo que respecta al año 2024, el objetivo del Gobierno fue cerrar el ejercicio en el 3 %, objetivo que se habría cumplido según las declaraciones del ministro de Economía, Carlos Cuerpo, en diciembre de ese año, aunque la AIReF valoró que las estimaciones se desviarían hasta el 3,3 % debido a los gastos extraordinarios generados por las inundaciones de la DANA de 2024 en España. En marzo de 2025 la vicepresidenta Montero confirmó que el déficit del ejercicio pasado se situó en el 2,8 %, mejorando las previsiones, aunque este dato no contabilizó las ayudas por la DANA, que elevarían el déficit final al 3,15 %.

#### Deuda pública
En noviembre de 2023 el Banco de España (BdE) hizo públicos sus datos sobre deuda pública en septiembre, que se situó en el 109,9 % del PIB, un importante descenso porcentual gracias al crecimiento económico que no se tradujo en reducción bruta de la deuda, que creció hasta los 1,57 billones de euros. En su balance anual, el Banco de España confirmó que las administraciones públicas cerraron 2023 con una deuda pública del 107,7 % respecto al PIB, 3,9 puntos menos que el año anterior. Tras la revisión del crecimiento económico hecha por el INE durante 2023, el Banco de España hizo lo propio, estimando que la deuda pública cerró 2023 en el 105,1 %.
A la espera del informe habitual del Banco central, el Ministerio de Economía, Comercio y Empresa pronosticó que la deuda de las Administraciones Públicas cerraría 2024 en el 102,5 % del Producto Interior Bruto, si bien los datos fueron mejorados por el BdE, que confirmó que la deuda pública cerró el ejercicio en el 101,8 %. En términos brutos, la deuda siguió aumentando hasta alcanzar los 1,62 billones de euros.

#### Índice de Precios al Consumo
A partir del segundo trimestre de 2023 la inflación volvió a subir, con un importante salto al 4,1 % en abril desde el 3,3 % del IPC de marzo, bajando de nuevo en los meses de mayo (3,2 %) y junio (1,9 %). Los meses de verano impulsaron de nuevo la inflación hasta el 3,5 % en septiembre, con un estancamiento en octubre. El aumento del precio de los alimentos continuó siendo el principal problema en este ámbito, aunque a un menor ritmo. Los últimos meses del año mantuvieron la tendencia de estancamiento, cerrando el IPC el año en torno al 3,1 %.
Siguiendo con la tendencia del año anterior, el primer semestre de 2024 se mantuvo estable con los precios ascendiendo entre el 3 y el 3,5 %. En el verano, el incremento de los precios redujo su velocidad tras bajar los precios de los alimentos y los combustibles, situándose el IPC en agosto en el 2,2 %, alcanzando el mínimo anual en el mes de septiembre, con un ascenso del 1,5 %, la menor tasa en tres años. Sin embargo, la inflación volvió a repuntar en los meses finales del año, cerrando 2024 con una tasa del 2,8 % en diciembre y una inflación media durante el año del 2,77 %.
El año 2025 comenzó con un nuevo aumento en la inflación, situándose en enero en el 2,9 %. Se mantuvo en el 3 % hasta el mes de marzo, cuando descendió siete décimas hasta el 2,3 % tras el abaratamiento del coste de la electricidad y los combustibles.

#### Pobreza y desigualdad
España ocupaba en 2023 el cuarto lugar entre los países de la Unión Europea con el porcentaje más alto de población en riesgo de pobreza y exclusión, alcanzando el 26% de sus habitantes, quedando solo detrás de Rumanía, Bulgaria y Grecia. Esto representaba una tasa Arope 4,4 puntos porcentuales por encima de la media comunitaria. Además, España ocupaba el sexto lugar en la lista de países con mayor tasa de riesgo de pobreza, con un 20.4% de su población en riesgo, y el séptimo lugar en la tasa de privación material social y severa. La desigualdad también era alta, con el 20% más rico de la población teniendo una renta 5.6 veces superior a la del 20% más pobre, colocando a España como el quinto país con mayor desigualdad media en la UE.

### Presupuestos Generales del Estado

#### 2024
Tras el retraso propio de los procesos electorales que tuvieron lugar en el año 2023, el 22 de noviembre de 2023 el Consejo de Ministros dio el visto bueno definitivo a la orden ministerial que establecía las normas para la elaboración de los Presupuestos Generales del Estado para 2024, elaborada por el Ministerio de Hacienda y Función Pública.
Sin la ley preparada, los Presupuestos de 2023 se prorrogaron para el año 2024 y, aunque el Gobierno intentó sacarlos adelante, los problemas para aprobar la ley de amnistía, unidos al adelanto electoral en Cataluña, motivaron que el Gobierno optara por no presentar las cuentas y se iniciaran los trabajos para elaborar las cuentas de 2025.

#### 2025
A mediados de 2024, el Ministerio de Hacienda aprobó la orden para iniciar la elaboración de los presupuestos. Posteriormente, a mediados de julio el Consejo de Ministros aprobó el techo de gasto y los objetivos de déficit y deuda pública, que fueron rechazados por el Congreso de los Diputados el 24 de julio de 2024. Incapaz de sacar adelante el techo de gasto, el Gobierno tuvo que gestionar otra prórroga presupuestaria de las cuentas de 2023, aunque confirmó su intención de intentar aprobar unas nuevas en el primer trimestre de 2025.

## Industria

### Participación estatal en Telefónica
A mediados de diciembre de 2023, el Gobierno aprobó la adquisición del 10 % de las acciones de Telefónica, con el objetivo de situarse como el principal accionista de la compañía. Esta operación, valorada en más de 2000 millones de euros, se ejecutó a través de la Sociedad Estatal de Participaciones Industriales (SEPI). La decisión de regresar al accionariado de la empresa de telecomunicaciones se debió al interés previo de la empresa saudí de telecomunicaciones, STC, en adquirir hasta un 9,9% de Telefónica. Según el comunicado del Gobierno, la entrada del Estado en esta empresa, considerada estratégica para el país, tiene como objetivo «reforzar su estabilidad accionarial y, en consecuencia, para preservar las capacidades estratégicas y de esencial importancia para los intereses nacionales».

### Creación y disolución de empresas
El número de nuevas empresas creció un 36,9% en mayo de 2025 con respecto al mismo mes de 2024, hasta sumar un total de 13.229 empresas. Se trata de su mayor cifra desde el quinto mes de 2007, cuando se crearon 14.036 sociedades mercantiles en España, según los datos que publicó el Instituto Nacional de Estadística (INE). Con el ascenso interanual de mayo, la creación de empresas acumula dos meses consecutivos de ascensos, tras subir también un 0,3% en abril. Para la creación de las 13.229 empresas el pasado mes de mayo se suscribieron casi de 738,73 millones de euros, lo que supone un 134,3% más que en el mismo mes del año 2024, mientras que el capital medio suscrito que se situó en 55.842 euros, subió un 71,1%. Por su parte, la disolución de empresas se incrementó hasta un 25,3% interanual en el quinto mes del año, con 1.706 sociedades desaparecidas, lo que supone que cada día del mes de mayo se cerraron un total 55 empresas. De las más de 1.700 empresas que se disolvieron en mayo, el 83,9% (1.432) lo hicieron voluntariamente, un 5,39% (92) por fusión y un 10,66% (182) por otros motivos.
Por sectores de actividad, el 18,6% de las sociedades mercantiles que se crearon en mayo se dedicaba a actividades inmobiliarias, financieras y de seguros, el 17,4%, al comercio y un 15% a la construcción. El capital suscrito en dichas ampliaciones superó los 1.210,4 millones de euros, cifra un 23,3% inferior a la de mayo de 2024, mientras que el capital medio fue de 504.347 euros, un 30% menos. En tasa mensual (mayo sobre abril de 2025), la constitución de empresas aumentó un 12,2%, mientras que las disoluciones crecieron un 3,2%. En los cinco primeros meses del año, el número de nuevas empresas subió un 2,4%, en tanto que el volumen de sociedades disueltas ascendió un 2,5%.

## Sanidad

### Campaña de gripe 2023-2024
El Gobierno, por orden de la ministra de Sanidad, Mónica García, decretó el uso obligatorio de mascarillas en hospitales y centros de salud a partir del 10 de enero de 2024. Esta medida se amparó en el artículo 65 de la Ley de Cohesión y Calidad del Sistema Nacional de Salud, que regula la declaración de actuaciones coordinadas en salud pública. Aunque algunas comunidades autónomas se opusieron, el Ministerio tomó esa decisión ante el aumento de los casos de infecciones respiratorias que estaban saturando los hospitales. La medida no incluyó, en ese momento, a centros sociosanitarios ni farmacias.

## Transporte

### Traspaso ferroviario a Cataluña
A principios de noviembre se convocó una huelga por parte de los sindicatos representativos de los trabajadores de Renfe y Adif para los días 24 y 30 de noviembre, y 1, 4, y 5 de diciembre de ese año. Esta huelga se organizó en respuesta al acuerdo de investidura entre el PSOE y ERC, que contemplaba el traspaso de ciertas operaciones y la infraestructura de Renfe y Adif a la Generalidad de Cataluña. Los sindicatos estaban preocupados por la posible fragmentación de estas empresas y el impacto en los derechos laborales de los trabajadores, además de la potencial privatización parcial de Renfe Mercancías y la creación de la empresa Rodalies Catalunya, con participación mayoritaria de la Generalidad.
El 23 de noviembre de 2023 se desconvocó la huelga tras llegar a un acuerdo con el recién nombrado titular del Ministerio de Transportes, Óscar Puente, diputado por Valladolid. Este acuerdo aseguraba mantener la integridad de las empresas públicas estatales Renfe y Adif, así como establecía una mesa de negociación con la participación de representantes de los trabajadores, para tratar las inquietudes sobre el traspaso de Rodalies y la gestión de Renfe Mercancías.

### AVE a Asturias
El 29 de noviembre de 2023 tuvo lugar la inauguración de la variante de Pajares, un tramo de la línea de alta velocidad León-Asturias, con la presencia del rey Felipe VI y del presidente del Gobierno, Pedro Sánchez, entre otros. Este proyecto concluyó tras 19 años de obras marcados por retos geológicos y técnicos significativos. Se trata de un tramo de 50 kilómetros con un 80% de su recorrido en túneles, destacando el túnel de Pajares, de 25 kilómetros, el séptimo más largo del mundo. Aunque la finalización del proyecto se retrasó desde la fecha prevista de 2010, su conclusión es un hito en la infraestructura ferroviaria de España, acortando en más de una hora el viaje entre Madrid y Asturias. Durante la inauguración, Pedro Sánchez y Óscar Puente, ministro de Transportes y Movilidad Sostenible, resaltaron la importancia del proyecto para la reindustrialización del país, la superación del aislamiento ferroviario de Asturias y la complejidad técnica y el valor estratégico de la variante de Pajares.

## Inmigración

### Transferencia de competencias a Cataluña
El 11 de enero de 2024, el PSOE y Junts alcanzaron un acuerdo de último minuto con el objetivo de asegurar la abstención de Junts en la votación de tres decretos-leyes propuestos por el Gobierno, garantizando así su aprobación. Este pacto incluyó la transferencia de competencias relacionadas con inmigración a Cataluña, abarcando aspectos como la gestión de los flujos migratorios y la capacidad para emitir documentos de residencia. Sin embargo, sus implicaciones legales y su conformidad con la legislación española y europea generaron incertidumbre.
Además, se debatió la posibilidad de que Cataluña asumiera la gestión de los Centros de Internamiento de Extranjeros (CIE). No obstante, el presidente del Gobierno, Pedro Sánchez, posteriormente aclaró que el acuerdo se limitaba a la delegación de competencias en la integración social de los inmigrantes, excluyendo el control de fronteras y la lucha contra la inmigración irregular.
Este acuerdo también contempló otras concesiones, como la publicación de las balanzas fiscales y modificaciones en la ley de sociedades de capital. Sin embargo, ha sido objeto de críticas debido a la supuesta adopción de un discurso antiinmigración más rígido por parte de Junts, así como a la falta de claridad en los detalles específicos de la implementación de estas transferencias de competencias.
El día 4 de marzo de 2025, los Grupos parlamentarios socialista y de Junts per Catalunya alcanzaban un acuerdo y presentaban conjuntamente al Congreso de los Diputados la Proposición de Ley Orgánica de delegación en la Comunidad Autónoma de Cataluña de competencias estatales en materia de inmigración: que era calificada por la Mesa de la Cámara Baja el día 11 de marzo de 2025, y publicada en el BOCG de 14 de marzo de 2025. 

### Inmigración en Canarias
En los primeros quince días de enero de 2024, llegaron casi 3500 inmigrantes a las costas de Canarias, lo que representó un aumento de más del 800% en comparación con el año anterior. Esto llevó a la creación de la Comisión Interministerial de Inmigración, presidida por el ministro Ángel Víctor Torres, para coordinar medidas frente al aumento de la inmigración irregular en España. El presidente del Gobierno de Canarias, Fernando Clavijo, señaló que las islas se encontraban «desbordadas» por la atención a más de 4500 menores inmigrantes no acompañados distribuidos en más de 60 centros. Esta situación se agravó debido a que las ONG expresaron su incapacidad para hacer frente a la situación. En el año 2023, Canarias ya experimentó un récord en la llegada de inmigrantes, con más de 40 000 personas.

### Reparto de Menores extranjeros no acompañados
El 6 de febrero de 2024, la ministra de juventud e infancia, Sira Rego y el presidente del Gobierno de Canarias, Fernando Clavijo, fijaron los criterios para la distribución de 4.500 menores extranjeros no acompañados (MENAS) junto a otros 500 menores extranjeros para asi descongestionar la capacidad asistencial de estos territorios. Fuentes del Partido Popular a THE OBJECTIVE han señalado que el reparto de los menores inmigrantes «no contará en ningún caso con nuestro apoyo», ya que, según apuntan, la distribución de los menas se realizará en base a «criterios políticos» y ni Cataluña ni País Vasco recibirán a los menores.

## Cultura

### Revisión de colecciones en museos
El 22 de enero de 2024, el ministro de Cultura, Ernest Urtasun, anunció en el Congreso la revisión de las colecciones de los museos estatales con el fin de «superar un marco colonial», centrándose en aspectos de género y etnocentrismo en el patrimonio y la historia artística de España. Esta declaración, que también incluyó una mención a la creación de la Dirección General de Derechos Culturales, generó polémica, recibiendo críticas de políticos de la oposición que acusaron a Urtasun de malinterpretar la historia de España y de adherirse a la «leyenda negra» contra el país.

## Medio ambiente y energía

### Doñana
En noviembre de 2023, el Gobierno y la Junta de Andalucía alcanzaron un acuerdo sobre el Parque nacional y natural de Doñana, que incluyó una inversión total de 1400 millones de euros destinados a la protección y desarrollo sostenible del parque y sus alrededores. Este pacto, que puso fin a dos años de disputas, contempló ayudas de hasta 100 000 euros por hectárea para los agricultores que dejaran de cultivar sus tierras, la adquisición de 7500 hectáreas de la finca Veta la Palma para su conservación, y proyectos para promover la agroindustria, cultivos alternativos, y energía renovable.

### Vertido de pellets de plástico
El 8 de diciembre de 2023, un buque de carga con bandera liberiana sufrió un incidente en aguas portuguesas, perdiendo seis contenedores que vertieron al mar más de 26 toneladas de pellets de plástico. Estos pellets empezaron a aparecer en las costas de Galicia, Asturias y Portugal, representando una amenaza ambiental debido a su no biodegradabilidad. Las autoridades gallegas y asturianas activaron planes de contingencia y limpieza, y la Fiscalía de Medio Ambiente de España inició una investigación para determinar responsabilidades.

### Apagón generalizado de abril de 2025
El 28 de abril de 2025, un apagón generalizado afecto desde el mediodía a millones de usuarios en España, Portugal y Andorra, paralizando infraestructuras clave como trenes, aeropuertos y comercios. El apagón generó problemas en las telecomunicaciones, con caídas en líneas telefónicas y acceso a datos móviles. Los semáforos y sistemas de pago electrónico han colapsado, generando caos en ciudades como Sevilla, Barcelona y Lisboa. Red Eléctrica de España, empresa gestora de la red de electricidad, inició entonces un progresivo reinicio de la actividad eléctrica que comenzó por el norte y el sur de la península, en parte gracias a la contribución eléctrica de Francia y Marruecos, y que culminó en la mañana del día 29. Asimismo, el Gobierno central asumió —a petición de estas— la gestión directa de la crisis en las comundiades autónomas de Madrid, Andalucía, Extremadura, Región de Murcia, La Rioja, Galicia, Castilla-La Mancha y la Comunidad Valenciana.

## Política Social
El 15 de octubre de 2024, el Tribunal Supremo dicto ampliar de 16 a 23 semanas el permiso para cuidados del recién nacido de las familias monoparentales señalando que resolver lo contrario «sería discriminar a estos menores frente a los que nacen en familias biparentales». El tribunal resuelve el caso de una funcionaria que, por lo tanto, ve regida su relación laboral, incluidos los permisos, por el Estatuto Básico del Empleado Público (EBEP). Sin embargo, el fallo es extensible a los empleados del sector privado que se rigen por el Estatuto de los Trabajadores. La norma española obliga a que de esas 16 semanas de permiso en familias biparentales, las seis primeras se cojan siempre por parte de ambos progenitores nada más nacer el menor, de modo que coinciden ambos. La polémica real está en las restantes diez semanas, ya que los hijos de una familia biparental disfrutarán del cuidado de veinte semanas más después de las seis obligatorias (diez por parte de la madre y diez por parte del padre), mientras que los de una familia monoparental solo de diez semanas.
El 15 de enero de 2025, el Ministerio de Igualdad desactivo la aplicación que trataba de fomentar el reparto de las tareas y de los cuidados en el hogar 'Me Toca' lanzada en septiembre de 2023 por el poco éxito y la reducida demanda registrada en este año. Para su diseño se concedió un contrato de 211 750 euros a la compañía especializada en desarrollo de software Wairbut, S.A., procedentes de los fondos destinados al Plan Corresponsables.

## Vivienda
La crisis inmobiliaria se consolidó como uno de los principales desafíos sociales y económicos del país. Entre 2022 y 2025, el encarecimiento sostenido de la vivienda y la escasez de oferta agravaron las dificultades de acceso, especialmente para jóvenes y hogares con rentas medias y bajas. El Gobierno aprobó la Ley 12/2023 por el Derecho a la Vivienda, que introdujo medidas para limitar los alquileres en zonas tensionadas, regular la actividad de grandes tenedores y fomentar el parque de vivienda social. La situación provocó además movilizaciones ciudadanas en distintas ciudades y advertencias de la Comisión Europea sobre sus posibles efectos en el crecimiento económico.
El 17 de septiembre de 2024, Junts per Catalunya (JxCat) se sumo al Partido Popular (PP), Vox y la Unión del Pueblo Navarro (UPN) en el pleno del Congreso de los Diputados para rechazar con 178 votos en contra y 172 votos a favor la admisión a trámite de la proposición de ley de la coalición Sumar para modificar la Ley de Arrendamientos Urbanos y limitar el alquiler de temporada y habitaciones. Inicialmente JxCat pretendía abstenerse, para finalmente posicionarse en contra alegando que la propuesta «invade las competencias de Cataluña en materia de vivienda, no soluciona la problemática en este sector, no aporta seguridad jurídica y pone en riesgo a la industria del alquiler de habitaciones». La norma en cuestión consistía en una reforma de la Ley de Arrendamientos Urbanos para equiparar los contratos temporales a los de vivienda habitual y así desincentivar su uso. Otro de los elementos a destacar de la reforma legal era un nuevo artículo nueve bis en la Ley de Arrendamientos Urbanos para que el contrato de temporada no pueda exceder de seis meses, de excederlos se le entendería como un contrato de vivienda habitual. 
Para mayo de 2025, en los 140 primeros municipios declarados zona tensionada, con la ciudad de Barcelona y su gran conurbación urbana, las rentas bajaron de media un 4% entre el segundo y cuarto trimestre del 2024, según el Institut Català del Sòl (Incasòl). En Barcelona, esta caída es del 6,4%, hasta 1.117 euros de media.
El Banco de España estima en mayo de 2025 que el precio medio de la vivienda está sobrevalorado entre el 1,1 y 8,5% por la elevada demanda frente a una oferta restringida y por el aumento de las rentas de los hogares. El estudio no habla de burbuja, pero sí reconoce que esta sobrevaloración se ha duplicado en un año, cuando se estaba entre el 0,8 y el 4,8% por encima de la media de largo plazo.

## Hacienda
El 27 de marzo de 2024 el Gobierno aprobó por Real Decreto-Ley el desarrollo reglamentario pertinente para desarrollar una nueva cotización social, la «cuota de solidaridad», que agrava los ingresos a aquellos trabajadores cuyas nóminas superen la base máxima prevista a partir de 2025 para generar un extra en la partida de ingresos que se usarán para pagar las pensiones, pero que no generan una mejora en la base reguladora que calcula la futura prestación del cotizante Los trabajadores con sueldos de más de 56.600 euros anuales (lo que equivale a 4.720,50 euros mensuales) se les gravaría desde un 0,92% y hasta un 1,17%: el gravamen sería de 0,92% de cotización adicional para la parte de salario comprendida entre la base máxima y un 10% superior a esa base máxima (en 2025, este primer tramo llegará hasta algo menos de 65.000 euros) y un 1,17% para el tramo de retribución por encima del 50% adicional de la base máxima. (En 2025, en este tramo se ubicarán los salarios a partir de 88.000 euros). los trabajadores autónomos quedan eximidos de pagar esta cuota y también están fuera del Mecanismo de Equidad Intergeneracional (MEI).
A partir del 1 de octubre de 2024 hasta el 31 de diciembre de ese año, el Gobierno decretó la subida del Impuesto sobre el Valor Añadido (IVA) en los alimentos básicos o de primera necesidad: leche, pan, huevos, queso, frutas, legumbres, tubérculos, cereales, verduras, harinas panificadas y el aceite de oliva de un 0% a un 2%. El aceite de oliva es el producto de la cesta de la compra que más está subiendo en el último año, según los datos del IPC del mes de agosto. Así, en tasa interanual (agosto de 2024 sobre el mismo mes de 2023) su precio se elevó un 25,1%, acumulando un incremento del 170,5% desde enero de 2021. En la misma medida la pasta y los aceites de semilla se incrementarían de un tipo del 5% de IVA a un 7,5% (siguiendo las recomendaciones de la Comisión Europea para la retirada gradual de medidas anticrisis).
A partir del 1 de enero de 2025, los alimentos básicos tributarían con un IVA  incrementado del 2% al 4% de IVA, el «superreducido», incluido el aceite de oliva. Los otros alimentos como la carne y el pescado empezarían a tributar al 10% de IVA. Además, derivado de los acuerdos del paquete fiscal aprobado por el Gobierno, el IVA de los productos de leche fermentada, como el yogur, será también al tipo superreducido (4%).
El 27 de febrero de 2025, el Ministerio de Hacienda rebajó el IVA de los panes especiales (pan sin gluten, panes multicereales, baguete, chapata, pan tostado, colines, biscotes, picos, pan de molde o el pan rallado) del 10% al superreducido del 4% tras una sentencia del Tribunal Supremo del pasado octubre que había dictaminado que se debe aplicar ese tipo de IVA superreducido y equipararlo al pan común ya que a juicio del supremo la no aplicación del gravamen superreducido opone al principio de «neutralidad» del IVA, en su faceta de garantía de la libre competencia y a la doctrina del Tribunal de Justicia de la Unión Europea, que según la cual la diferencia entre tipos de gravamen debe atender a la perspectiva del consumidor medio sobre los productos.

## Comunicaciones
El 4 de diciembre de 2024, tras un Decreto-Ley impulsado por el Gobierno, los nuevos quince consejeros de RTVE (el anterior consejo de la administración estaba conformafo por diez consejeros) percibirán un salario para cada uno de los consejeros de 125.000 euros brutos al año, once veces más que la cantidad que percibían los miembros del Consejo saliente que cobraban 11.000 euros al año por ser consejeros. A esta cantidad hay que añadir aparte el salario del presidente de RTVE José Pablo Lopez, que sería de unos 200.000 euros brutos al año, aunque López se ha comprometido a rebajárselo y estudiar las cuentas y buscar un plan de reestructuración para equilibrar los números. Lo que pagará la Corporación Pública a los 14 consejeros será de 1.750.000 euros. El Consejo anterior costaba al ente al año 110.000 euros. 

## Casos de corrupción e investigaciones judiciales
Durante la legislatura, cobraron especial relevancia mediática y judicial diversas investigaciones que afectaron a personas del entorno del presidente del Gobierno, Pedro Sánchez, y a miembros del Partido Socialista Obrero Español (PSOE). Aunque algunas de estas tramas se originaron en legislaturas anteriores, fue a lo largo de esta legislatura cuando se produjeron avances significativos en las investigaciones, dimisiones de cargos públicos y actuaciones judiciales que amplificaron su impacto político e institucional.

### Caso Koldo / Ábalos
El denominado "caso Koldo" involucró a Koldo García Izaguirre, exasesor del exministro de Transportes, José Luis Ábalos. La investigación se centró en presuntas adjudicaciones irregulares de contratos públicos durante la pandemia de COVID-19, especialmente relacionados con la compra de mascarillas por valor de 54 millones de euros. Víctor de Aldama, empresario vinculado a la trama, habría actuado como intermediario en la obtención de estos contratos. La Unidad Central Operativa (UCO) de la Guardia Civil lo identificó como figura clave, señalando su participación en el pago de comisiones.

### Caso Mediador ("Tito Berni")
El caso Mediador implicó a Juan Bernardo Fuentes Curbelo, exdiputado socialista conocido como "Tito Berni", y a su sobrino, Taishet Fuentes. Ambos fueron acusados de formar parte de una red de corrupción en Canarias que ofrecía a empresarios ventajas en contrataciones públicas a cambio de sobornos, regalos y servicios sexuales. Investigaciones posteriores revelaron conexiones con la trama del caso Koldo, particularmente a través de Víctor de Aldama, que habría actuado como nexo entre ambas redes.

### Trama de los hidrocarburos
En octubre de 2024, se destapó una red de fraude fiscal en el sector de los hidrocarburos que habría defraudado más de 154 millones de euros mediante el impago del IVA. La investigación fue dirigida por la Audiencia Nacional y coordinada por la UCO de la Guardia Civil. Alejandro Hamlyn, presidente de Hafesa, fue señalado como cabecilla de la trama. La operación incluyó detenciones, registros y el embargo de bienes. Algunas fuentes señalaron conexiones de esta red con tramas políticas vinculadas al caso Koldo.

### Caso Begoña Gómez
La esposa del presidente del Gobierno, Begoña Gómez, fue denunciada por un presunto delito de tráfico de influencias y corrupción privada, en relación con sus vínculos con empresarios beneficiarios de subvenciones públicas. La Audiencia Provincial de Madrid avaló que el juez Juan Carlos Peinado investigó a Begoña Gómez por presunto tráfico de influencias, pero excluyó del proceso el rescate de Air Europa.

### Caso David Sánchez
David Sánchez, hermano del presidente del Gobierno, fue investigado por su contratación como director de la Oficina de Artes Escénicas de la Diputación de Badajoz, presuntamente diseñada a medida[cita requerida]. La causa también afectó a Miguel Ángel Gallardo, presidente de la Diputación en ese momento. Miguel Ángel Gallardo anunció su renuncia como presidente de la Diputación de Badajoz y como concejal del Ayuntamiento de Villanueva de la Serena para asumir un escaño en la Asamblea de Extremadura, obteniendo así la condición de aforado.

### Fiscalía General del Estado
El fiscal general del Estado, Álvaro García Ortiz, fue imputado por presunta revelación de secretos, tras la filtración a medios de un correo confidencial del abogado de la pareja de Isabel Díaz Ayuso. El Tribunal Supremo consideró que su conducta pudo entorpecer la investigación judicial. Durante la instrucción se constató que García Ortiz había eliminado datos de su teléfono móvil y correo institucional.

### Caso Leire Díez
Leire Díez, exdirigente socialista próxima al núcleo de dirección del PSOE [cita requerida], fue grabada mientras solicitaba información comprometedora sobre el teniente coronel Antonio Balas, jefe de la UCO. A cambio, ofrecía favores judiciales y mediáticos a empresarios implicados en otras tramas[cita requerida] , como Alejandro Hamlyn, investigado por fraude fiscal en el sector de hidrocarburos. También se informó de un intento de difamar al fiscal anticorrupción José Grinda mediante la difusión de un supuesto vídeo sexual.